# Groucho Marx
Groucho Marx (/ˈɡrauʧo ˈmarks/), pseudonimo di Julius Henry Marx (New York, 2 ottobre 1890 – Los Angeles, 19 agosto 1977), è stato un attore, comico, scrittore e conduttore televisivo statunitense.
Terzo dei cinque fratelli Marx, Groucho esordì nel mondo dello spettacolo nel primo decennio del Novecento, affrontando una lunga gavetta nel vaudeville che lo portò a recitare con i fratelli nei teatri di varietà di tutti gli Stati Uniti. Fu durante questo lungo tirocinio negli anni dieci e venti che egli poté affinare la comicità che lo rese celebre, basata sulla veloce parlantina, sulla battuta fulminea e sul ricorso ai giochi di parole, con scanzonata irriverenza nei confronti dell'ordine costituito e con un malcelato disprezzo per le convenzioni sociali.
Il suo senso dell'umorismo corrucciato, sarcastico e dissacrante è sintetizzato nel suo soprannome d'arte "Groucho" (letteralmente, in italiano, "brontolone" o "musone"), si coniugò sulle scene con un'eccentrica maschera comica dai tratti divenuti inconfondibili, quali i vistosi baffi e sopracciglia dipinte, lo sguardo ammiccante, il sigaro perennemente tra i denti o fra le dita e la frenetica andatura. Si affermò sulle scene teatrali nel 1924 con la commedia musicale I'll Say She Is, cui seguì – l'anno successivo – The Cocoanuts, che venne rappresentato a Broadway per un anno e poi riproposto in una lunga tournée tra il 1927 e il 1928.
Il suo esordio sul grande schermo risale al 1929 con Noci di cocco, trasposizione cinematografica del precedente successo The Cocoanuts, cui fece seguito Animal Crackers (1930), tratto anch'esso da uno spettacolo di Broadway dei Marx. Dopo il dissacrante La guerra lampo dei fratelli Marx (1933), passò dalla Paramount alla Metro-Goldwyn-Mayer, recitando con i fratelli Chico e Harpo in due dei suoi più celebri film, Una notte all'opera (1935) e Un giorno alle corse (1937). Con il declino del trio all'inizio degli anni quaranta, proseguì l'attività cinematografica con sporadiche apparizioni in commedie brillanti, intraprendendo invece dal 1947 una fortunata carriera come conduttore radiofonico dello show a quiz You Bet Your Life, adattato in seguito per la televisione e andato in onda fino al 1961.
Il suo graffiante humour è noto al pubblico anche grazie alla sua attività di scrittore, di cui va ricordata la raccolta epistolare Le lettere di Groucho Marx (1967). A coronamento della carriera, nel 1974 fu premiato con un Oscar onorario. Il 25 giugno 2019 il periodico The New York Times Magazine ha riportato che il materiale artistico di Groucho e dei suoi fratelli sarebbe andato distrutto, assieme a quello di centinaia di altri attori, nell'incendio degli Universal Studios del 2008.

## Biografia

### Infanzia

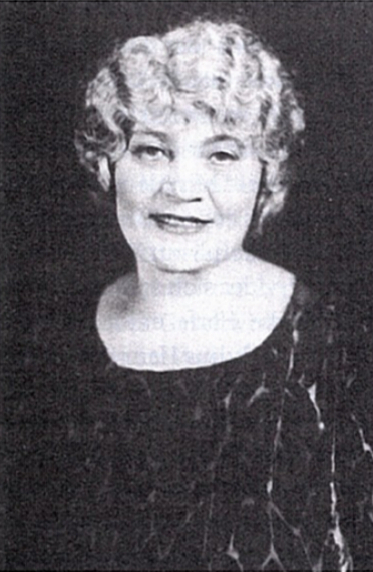
Minnie Marx

La famiglia Marx visse nel turbolento quartiere newyorkese dell'Upper East Side, nel periodo tra la fine dell'Ottocento e il primo Novecento, come tante altre famiglie immigrate dall'Europa in quegli anni: Samuel Marx (detto "Frenchie") nacque il 23 ottobre 1859 a Mertzwiller, in Francia, da una famiglia ebraica ed emigrò nel 1883 a New York, dove fece prima l'attore di vaudeville, poi il maestro di danza, diventando infine sarto; Minnie Marx, ai tempi Miene Schönberg, venne alla luce il 9 novembre 1864 a Dornum, in Germania, figlia di ebrei tedeschi artisti del varietà, emigrati negli Stati Uniti alla fine dell'Ottocento. I due si sposarono il 18 gennaio 1885 e dal loro matrimonio nacquero sei figli: Manfred nel 1886 (morto all'età di sette mesi), Leonard (Chico) nel 1887, Adolph, che cambiò poi il proprio nome in Arthur (Harpo), nel 1888, Julius Henry (Groucho) il 2 ottobre 1890, Milton (Gummo) nel 1897 e Herbert (Zeppo) nel 1901.
Nonostante le condizioni economiche precarie, i Marx furono sempre molto uniti: l'ottimismo e il senso pratico di Sam e Minnie, il loro affetto per i figli e la loro intraprendenza nell'affrontare i momenti più difficili, resero meno triste e disagevole l'infanzia dei cinque fratelli. Minnie, ricordata come una donna energica e dotata di grande spirito di iniziativa, ebbe un'influenza decisiva nella formazione artistica dei figli, tanto che, grazie alla sua forza di volontà, alla sua determinazione e alla sua passione per il mondo dello spettacolo, fu la vera artefice della loro futura affermazione; Harpo raccontò infatti: «Il suo piano era semplicissimo: spingere i suoi cinque figli, e suo fratello minore, sul palcoscenico, e assicurar loro il successo». Al Shean (Adolph Schoenberg), fratello di Minnie, divenne molto popolare nel vaudeville negli anni del primo Novecento, con il duo comico Gallagher & Shean. Secondo quanto raccontò Groucho nella propria autobiografia Groucho ed io, quando suo zio si recava in visita presso la sua famiglia, era solito gettare monetine ai bimbi abbandonati del quartiere così che, quando bussava alla porta, era circondato da bambini come fossero fan adoranti. Shean avrebbe collaborato in seguito alla stesura di alcuni sketch che i Marx rappresentarono durante il loro lungo apprendistato nel vaudeville.
Al contrario dei due fratelli maggiori che, per contribuire al magro bilancio familiare, iniziarono presto a lavorare con impieghi quasi sempre precari, Groucho amava la lettura, in particolare i racconti di Horatio Alger. In un primo momento fantasticò di intraprendere la professione medica, ma poi la sua ambizione fu quella di diventare scrittore. Nel frattempo imparò a cantare durante le serate musicali che si tenevano frequentemente in famiglia, ed entrò a far parte come soprano nel coro della chiesa episcopale di Madison Avenue. Nonostante il suo interesse per la letteratura, a tredici anni decise di abbandonare la scuola subito dopo il suo Bar mitzvah, trovando un primo impiego come ragazzo d'ufficio, da cui però fu quasi subito licenziato.

### Il debutto

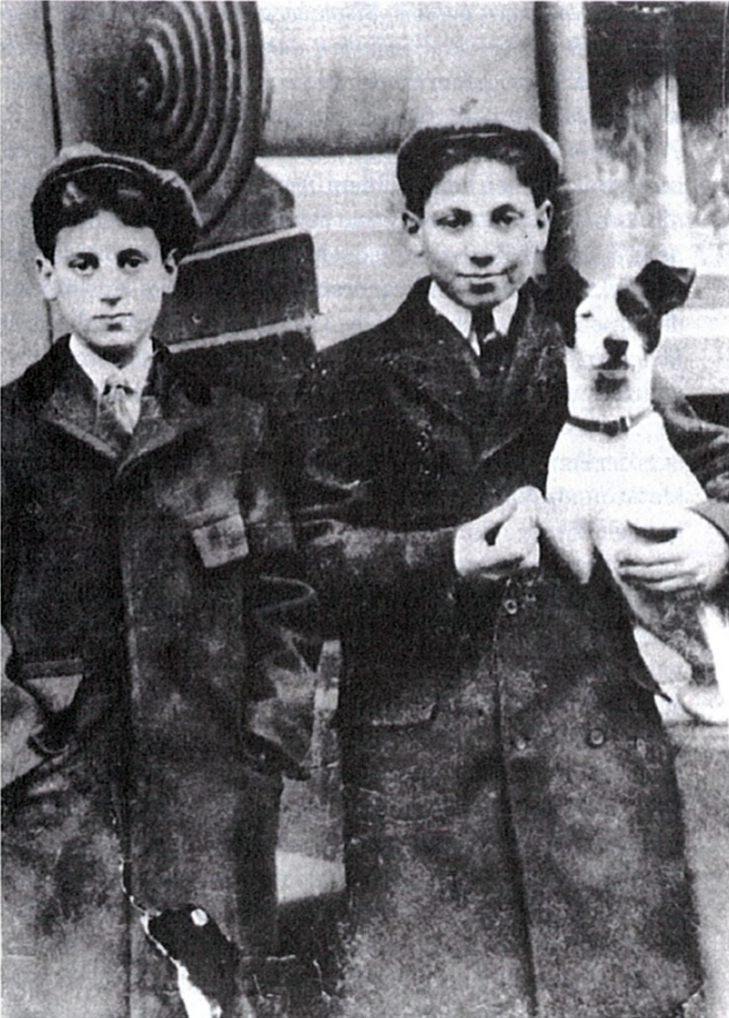
Groucho (a sinistra) nel 1902 con il fratello Harpo, davanti alla loro abitazione al 179 della 93ª Strada Est, New York

Minnie convinse l'amico Ned Wayburn a procurare al figlio un lavoro nello spettacolo di attori bambini di Gus Edwards, dopodiché riuscì a rimediargli una scrittura da corista, per quattro dollari la settimana più vitto e alloggio, con il Leroy Trio, una compagnia itinerante che aveva in programma una serie di esibizioni nel Michigan e in Colorado. Giunti nella località di Cripple Creek, l'impresario scomparve con tutti i guadagni di Groucho, che fu costretto a vendere il costume di scena e a trovare un breve impiego come garzone in un emporio di alimentari, per potersi pagare il viaggio di ritorno a New York. Dopo una serie di ingaggi come cantante in birrerie all'aperto, fu l'intraprendente Minnie, in continua corsa da un'agenzia teatrale all'altra, a procurare al figlio una nuova scrittura di sei settimane come cantante nella compagnia dell'attrice Irene Furbelow, in partenza per una tournée nel Texas e nell'Arkansas. Dopo l'ultima rappresentazione nella cittadina texana di Waco, l'attrice fuggì con il domatore di leoni della compagnia e, durante il ritorno a New York, Groucho scoprì di essere stato nuovamente derubato dei suoi guadagni.

### Gli anni del vaudeville

#### The Four Nightingales
Poiché anche gli altri figli continuavano ad arrangiarsi senza fortuna con impieghi saltuari, a un certo punto Minnie «giunse alla conclusione che il modo migliore di sfondare in teatro era non lanciare un figlio alla volta, ma fare un lancio all'ingrosso». La signora Marx riunì Groucho, Gummo e la giovane cantante Mabel O'Donnell, abbigliati in completi di tela bianca acquistati a una liquidazione presso i magazzini Bloomingdale's, nel trio canoro The Three Nightingales ("I tre usignoli"), che debuttò ad Atlantic City il 24 giugno 1907. L'anno seguente la cantante lasciò il gruppo e fu sostituita da Harpo, a cui si aggiunse l'amico Lou Levy (Leo Levin), cosicché il trio diventò The Four Nightingales («"I quattro avvoltoi" sarebbe stato più appropriato», commenterà anni dopo Groucho). Per un certo periodo il gruppo si chiamò anche "Le sei mascotte", quando la stessa Minnie e sua sorella Hannah si unirono temporaneamente alla compagnia.
Gli anni dieci furono un periodo di intenso lavoro, in cui i fratelli Marx affrontarono una lunga gavetta nel vaudeville, girovagando per gli Stati Uniti ed esibendosi in spettacoli musicali in teatri di varietà di second'ordine. Groucho rievocò spesso il suo lungo e difficile apprendistato artistico, con il suo pittoresco contorno di impresari disonesti, ingaggi miseri, viaggi scomodi e soggiorni in squallide pensioni. Fu però un tirocinio fondamentale, poiché gli permise di arricchire il proprio personaggio e di sviluppare un repertorio che i Marx mantennero per decenni, passando da un tipo di spettacolo fondato soprattutto sulle canzoni e sulla presenza di ballerine, ad uno prevalentemente comico.
(Groucho Marx)

#### I primi sketch comici

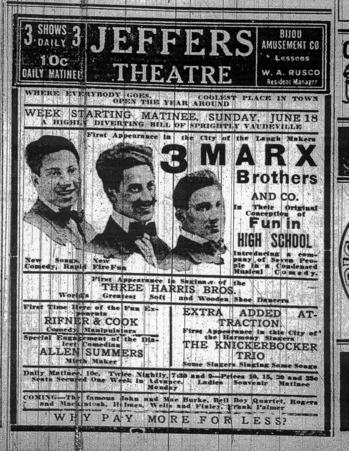
Groucho (al centro) in una pagina pubblicitaria dello spettacolo Fun in High School (1911)

Groucho iniziò ad affinare la sua particolare tecnica di improvvisazione e si specializzò nella caricatura di Herr Teacher, un professore universitario dall'aspetto austero e inflessibile e dal forte accento tedesco, in una parodia di ambiente scolastico, Fun in High School (che debuttò nell'estate del 1910), in cui per la prima volta indossò pastrano, finanziera e baffoni neri. In seguito, trovando spesso difficoltà nel reperire baffi adatti, si limitò a dipingerseli in faccia come definitiva soluzione scenica.
Al 1912 risale l'episodio che rivelò le sue potenzialità comiche e la sua capacità di improvvisare, durante un'esibizione a Nacogdoches. Mentre i Marx stavano eseguendo il loro numero musicale all'Opera House, all'esterno ci fu l'improvvisa fuga di un mulo che costrinse gli spettatori, tutti contadini del luogo, ad abbandonare la platea e a lanciarsi al suo inseguimento. Al ritorno del pubblico in sala, i fratelli, visibilmente contrariati, iniziarono a parodiare il loro stesso spettacolo, improvvisando una serie di battute sarcastiche indirizzate alla cittadina e ai suoi abitanti (come «Nacogdoches is full of roaches» e «The jackass is the finest flower of Tex-ass»). La divertita reazione degli astanti li rese consapevoli che la strada definitiva da percorrere era quella della commedia, piuttosto che quella delle esibizioni canore.
Nello stesso anno, iniziarono le rappresentazioni di Mr. Green's Reception, nel quale debuttò anche Chico, cui seguì Home Again (1914). Entrambi gli sketch, scritti dallo zio Al Shean, ebbero un grande successo e fecero dei fratelli Marx gli astri nascenti del vaudeville, consentendo loro di esibirsi nei più famosi teatri dell'epoca. Groucho iniziò a servirsi del sigaro come strumento di scena e continuò a coltivare il gusto per l'improvvisazione, per i bisticci di parole e per gli equivoci grammaticali. A questo periodo (1915) risale anche l'invenzione dei celebri soprannomi dei fratelli. Anche la caratteristica andatura caracollante, con le ginocchia piegate e le ampie falcate, nacque in questi anni.

### Successi, insuccessi e tournée

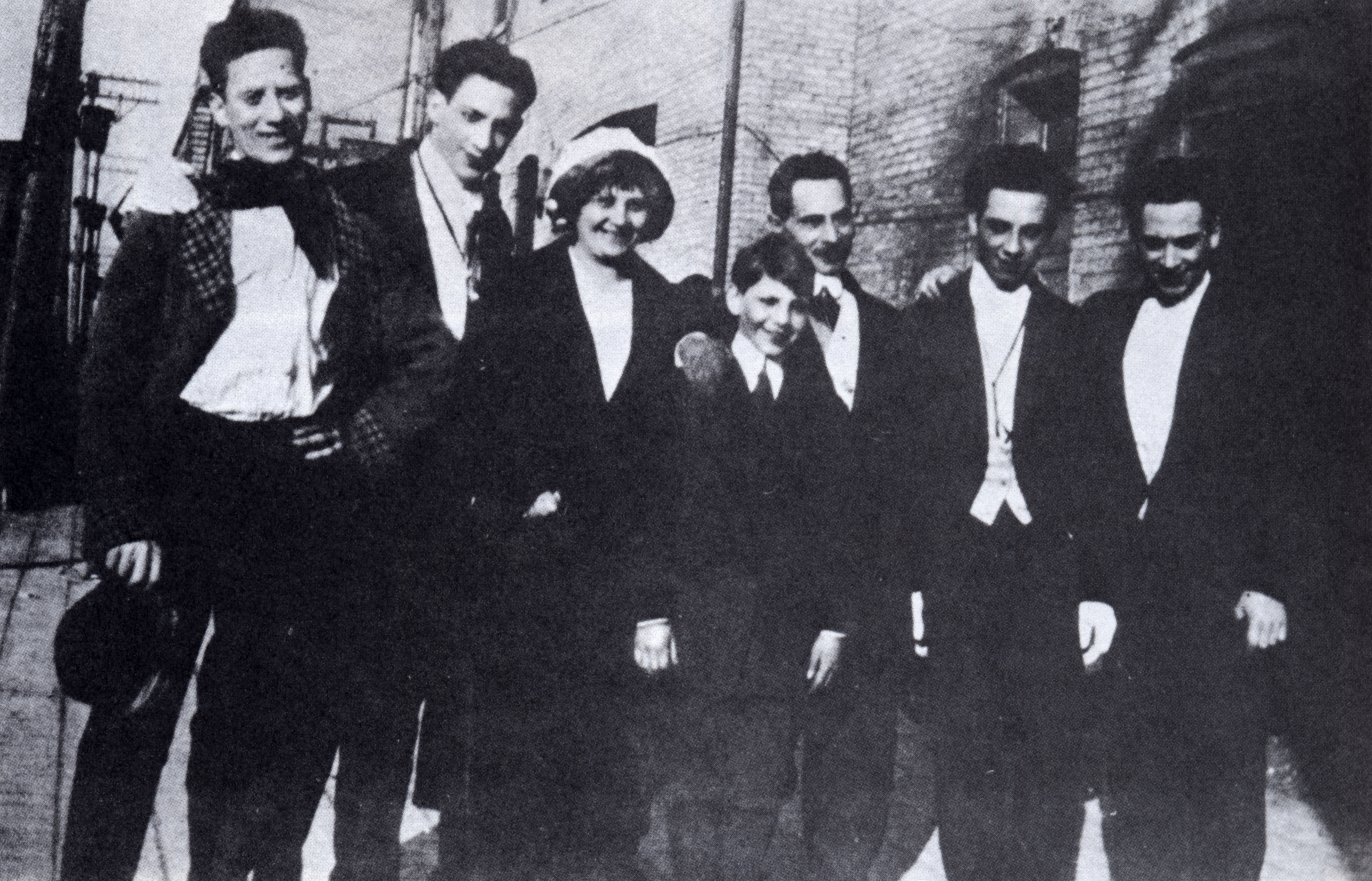
La famiglia Marx (1915 circa). Da sinistra: Groucho, Gummo, Minnie, Zeppo, Sam, Chico e Harpo

Nel 1915 i fratelli vennero ingaggiati dall'impresario del vaudeville E.F. Albee II e debuttarono a New York nei celebri teatri Royal e Palace. Apprezzati da pubblico e critica per il loro stile comico ormai affinato, iniziarono un altro lungo periodo di tournée teatrali. Il 28 settembre 1918, presentarono a Grand Rapids (Michigan) lo spettacolo The Street Cinderella, che si rivelò uno dei pochi insuccessi nella loro carriera: la coincidenza con il propagarsi dell'Influenza spagnola, contribuì a far chiudere i battenti allo spettacolo dopo poche rappresentazioni, come conseguenza delle procedure restrittive per i luoghi pubblici. Nello stesso periodo, Gummo decise di abbandonare il palcoscenico e fu sostituito da Zeppo.
Il successivo spettacolo On the Mezzanine Floor, la cui prima ebbe luogo nel febbraio del 1921, riportò al successo i Marx, che l'anno seguente partirono per una breve tournée in Inghilterra. Il debutto londinese della pièce, ribattezzata The Balcony, avvenne al Coliseum Theatre il 19 giugno. All'inizio, il pubblico dimostrò di non apprezzare il particolare humour dei Marx e rispose gettando monetine da un penny sul palcoscenico. Groucho così si rivolse alla platea: «Scusate signori, ma dato che siamo venuti appositamente dall'America per divertirvi, non potreste tirare almeno qualche scellino?». La battuta improvvisata piacque molto e i Marx continuarono con successo il loro impegno europeo, riproponendo la pièce Home Again ed esibendosi anche a Bristol e Manchester, prima di far ritorno a New York il 29 luglio.

### Il trionfo a Broadway

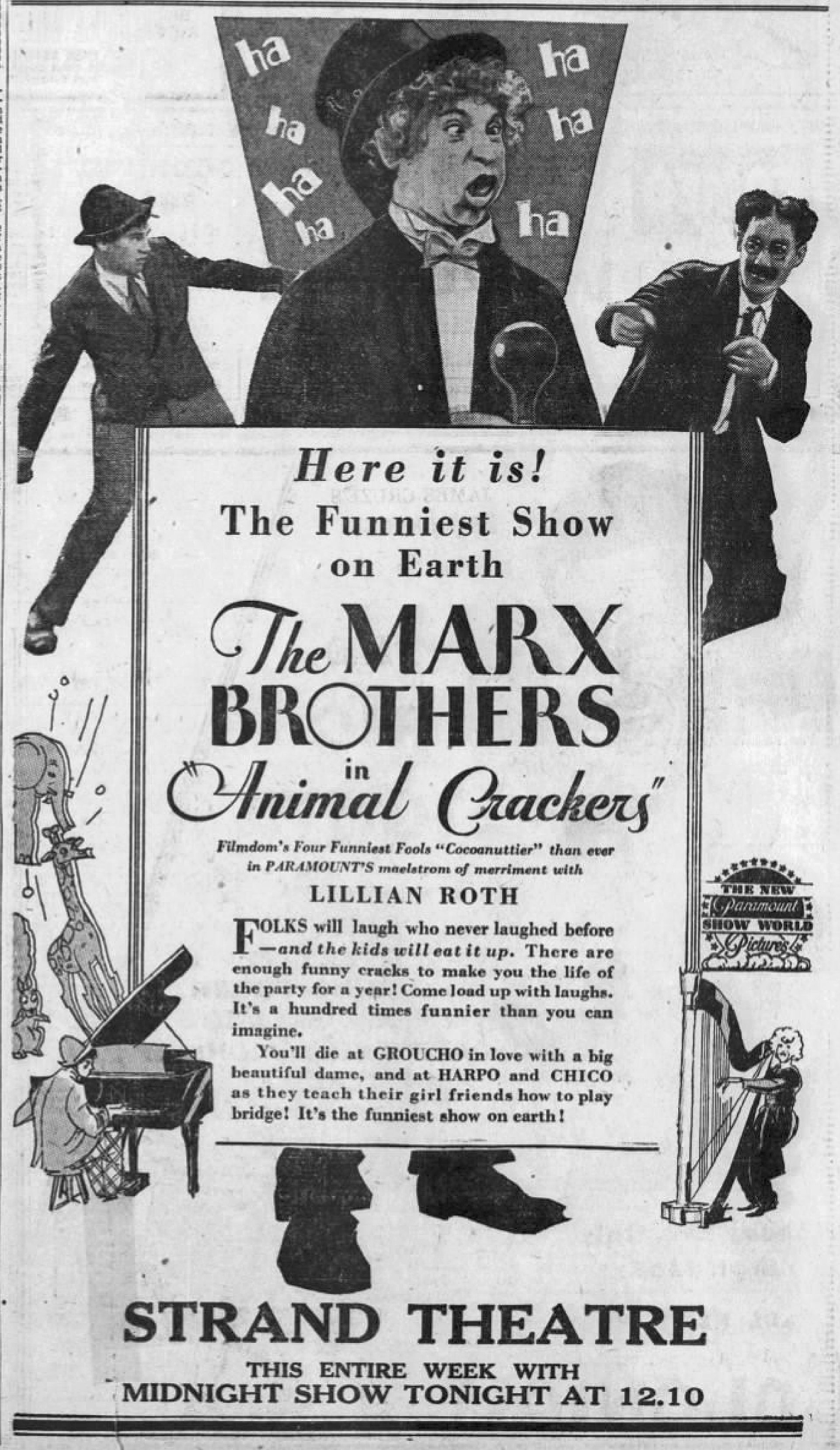
Manifesto pubblicitario dello Strand Theatre per la commedia Animal Crackers (1930)

Dopo il rientro negli Stati Uniti, i Marx ruppero il sodalizio con Albee e attraversarono un breve periodo di difficoltà in cui non trovarono più ingaggi, a causa dello strapotere del sindacato United Booking Office, che controllava praticamente tutto il giro del vaudeville.
Tuttavia, grazie al finanziamento da parte di Herman Broody, un industriale della Pennsylvania che possedeva un teatro a Filadelfia, i Marx si misero in proprio e andarono in scena con uno spettacolo in economia, intitolato The Thrill Girl (poi ribattezzato I'll Say She Is), realizzato con scenari e arredi di recupero. Il musical era un amalgama dei loro vecchi numeri familiari, e fu portato in tournée negli Stati Uniti per oltre un anno e mezzo, prima di debuttare al Casino Theatre di Broadway il 19 maggio 1924. Per una fortunata coincidenza, uno spettacolo più noto programmato per quella stessa sera venne rimandato, e i maggiori critici di New York, tra cui Alexander Woollcott, si recarono ad assistere a I'll Say She Is, salutandolo con entusiastiche recensioni. Esso conteneva già tutti gli elementi che caratterizzarono in seguito la carriera di Groucho: i giochi di parole, i doppi sensi, i nonsense e le frenetiche scaramucce comiche con i fratelli.
La rappresentazione successiva fu The Cocoanuts, su musica di Irving Berlin e testi di George S. Kaufman, che andò in scena l'8 dicembre 1925. Le repliche a Broadway durarono dodici mesi, cui seguirono due anni di tournée negli Stati Uniti. A fine 1928 venne quindi realizzato Animal Crackers (scritto sempre da Kaufman e musicato da Bert Kalmar e Harry Ruby) che consolidò ulteriormente la fama dei Marx ed in particolare il gusto dell'improvvisazione con cui Groucho stava ponendo le basi dei suoi futuri successi cinematografici.
Durante le repliche di Animal Crackers scoppiò la crisi economica del 1929, a causa della quale Groucho, che aveva accumulato una discreta fortuna negli anni di Broadway, subì forti perdite in Borsa e iniziò a soffrire di insonnia cronica, disturbo che lo tormentò per il resto della vita, ma che gli fornì anche diversi spunti comici e letterari negli anni a venire.
(Groucho Marx)

### La carriera cinematografica
Groucho apparve per la prima volta sul grande schermo nel 1921, quando recitò con i fratelli in un cortometraggio muto, girato da Richard Smith, dal titolo Humor Risk, in cui interpretò la parte del "cattivo". Oggi è considerato perduto.

#### Gli anni alla Paramount

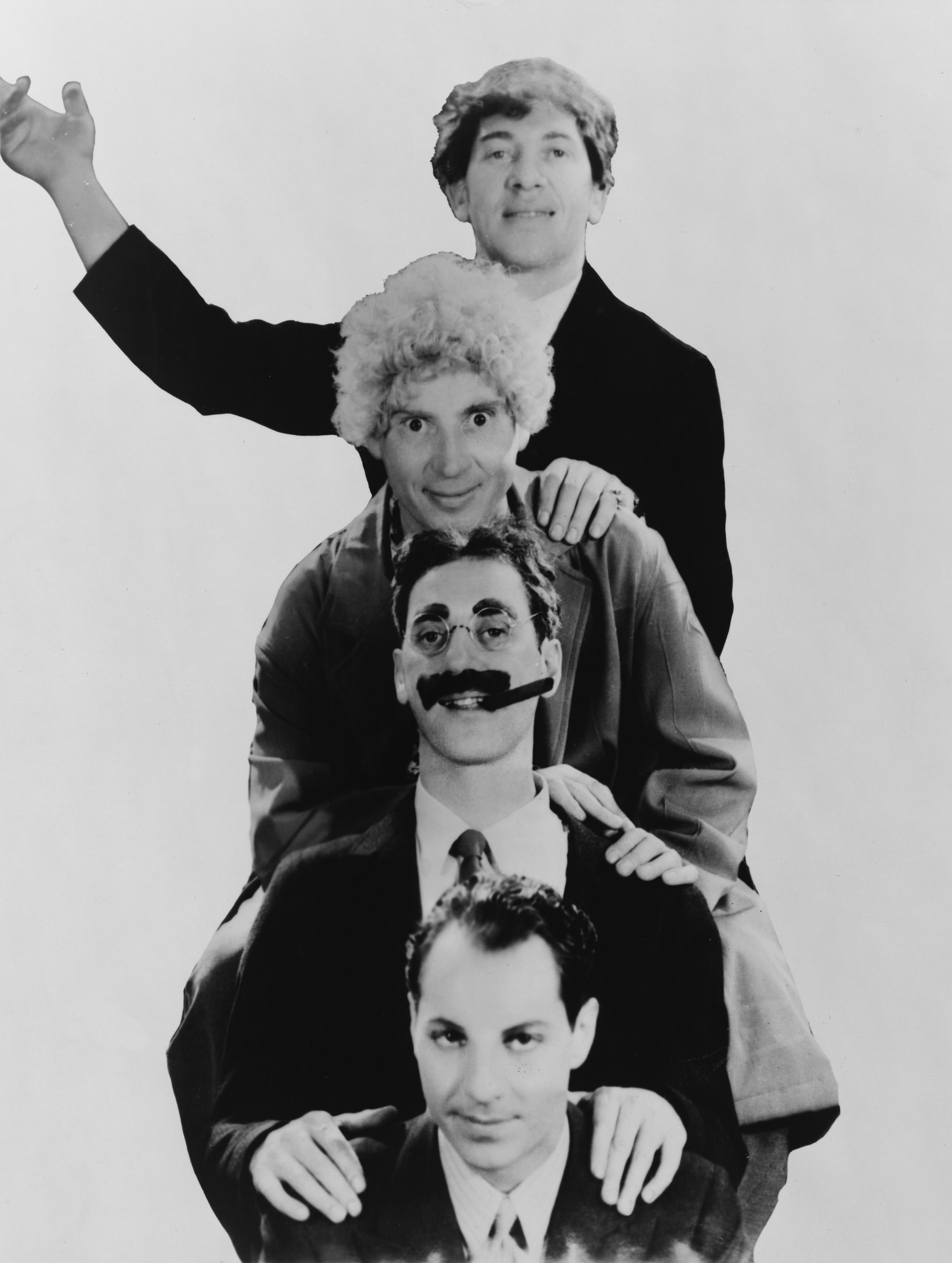
I Fratelli Marx nel 1931; Groucho è il terzo dall'alto

Nel 1929 la Paramount Pictures, alla ricerca di nuovi talenti da lanciare a Hollywood, propose ai Marx un contratto per tre film, il primo dei quali fu la trasposizione di The Cocoanuts, le cui riprese vennero realizzate negli studi newyorkesi di Astoria (Long Island), per permettere ai fratelli di continuare a recitare la sera in teatro nelle repliche di Animal Crackers. In Noci di cocco (1929), Groucho è abbigliato con i suoi ormai caratteristici accessori di scena, giacca a finanziera, sigaro sempre in mano e mustacchi dipinti. Il suo ruolo è quello del direttore di un hotel in Florida, che cela una totale incapacità negli affari, nascosta dietro l'elegante aspetto. Tentando di scongiurare il fallimento, Hammer prova a vendere all'asta dei lotti di terreno senza valore e a sedurre la ricca cliente Mrs. Potter, impersonata dall'attrice Margaret Dumont, che riprese il personaggio già interpretato nella versione teatrale.
Noci di cocco ebbe un grande successo e fece dei fratelli Marx delle stelle del cinema di prima grandezza. Fu anche l'unico film dei figli che Minnie Marx riuscì a vedere, prima di morire improvvisamente di infarto il 13 settembre 1929. Sam "Frenchie" Marx morì quattro anni più tardi, il 10 maggio 1933. Groucho così si espresse ricordando i genitori: «Sam era un cuoco eccellente, mentre Minnie non sapeva far nulla senza mio padre. Solo come agente Minnie era insuperabile. Senza di lei, saremmo rimasti delle nullità. È stata la donna più importante della mia vita».

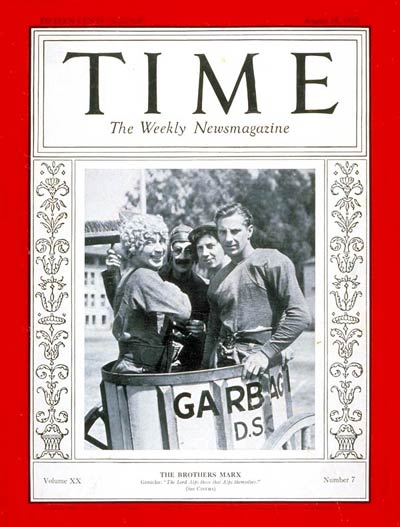
Il 15 agosto 1932 i fratelli Marx conquistarono la copertina del Time, segno della notorietà raggiunta a livello nazionale

Nel successivo Animal Crackers (1930), trasposizione della commedia teatrale, Groucho si produsse in una delle sue più spettacolari entrate in scena, nella parte del famoso esploratore africano Jeffrey T. Spaulding: adagiato su una portantina sorretta da autentici indigeni africani, giunge nel lussuoso palazzo di Mrs. Rittenhouse (Margaret Dumont), abbigliato con un'improbabile tenuta da esploratore, completa di casco coloniale bianco. Il pubblico apprezzò la scena in cui Spaulding fa il verso a Eugene O'Neill, recitando pomposamente un monotono soliloquio ispirato a Strano interludio, la canzone Hooray for Captain Spaulding (le cui note avrebbero spesso aperto i futuri programmi radiofonici e televisivi di Groucho), e le scaramucce verbali con Margaret Dumont, ormai sua partner ideale sullo schermo come lo era già stata in teatro, e "vittima" prediletta delle sue taglienti battute di spirito.
(Dai dialoghi del film)
La prima di Animal Crackers ebbe luogo con grande successo a New York il 25 agosto 1930. Nel febbraio successivo, i fratelli Marx partirono per la California, pronti per misurarsi con Hollywood e per cercare il materiale inedito e gli sceneggiatori in grado di far fruttare il loro patrimonio comico. Il talento di Herman J. Mankiewicz, futuro co-sceneggiatore di Quarto potere (1941), contribuì alla realizzazione di Monkey Business - Quattro folli in alto mare (1931), che riconfermò l'abilità di Groucho per la comicità verbale e i giochi di parole. Nel successivo Horse Feathers - I fratelli Marx al college (1932), una satira sul mondo accademico, interpretò il ruolo del pomposo professor Quincy Adams Wagstaff, preside dell'Huxley College, l'unica università «la cui squadra non ha mai vinto un campionato di football dal 1888». Già dalla prima scena, abbigliato con toga e tocco, si rivolge al corpo insegnanti e dimostra il proprio disprezzo per le regole della vita accademica. In entrambi i film, la spalla femminile fu Thelma Todd, che prese temporaneamente il posto della Dumont nei duetti comico-romantici.

##### La guerra lampo dei fratelli Marx

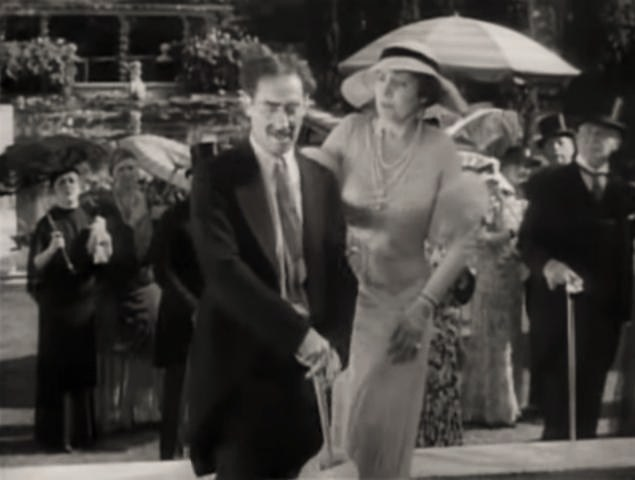
Groucho e la Dumont nel trailer del film

Groucho definì Duck Soup (1933), noto in Italia con i titoli La guerra lampo dei Fratelli Marx e Zuppa d'anitra, il migliore dei film realizzati dai fratelli Marx alla Paramount. Diretto da Leo McCarey (già noto per alcune pellicole mute di Laurel & Hardy), è una commedia satirica e surreale, con taglienti allusioni al sistema governativo, ai politicanti corrotti e agli intrighi diplomatici. Nei panni di Rufus T. Firefly, il neoeletto primo ministro del "non" libero Stato di Freedonia, Groucho è il protagonista di esilaranti sequenze in cui presiede una surreale seduta nel parlamento di Freedonia, canta a ritmo di blues «noi vogliamo la guerra», sottopone Mrs. Teasdale (nuovamente Margaret Dumont) a un continuo e serrato corteggiamento («Vi amo, volete sposarmi? Se rispondete di sì non mi vedrete mai più»), e si scontra ripetutamente con Trentino (Louis Calhern), l'ambasciatore dello Stato rivale di Sylvania.
La pellicola, che conteneva diverse allusioni all'ascesa di Hitler in quegli anni, ebbe un successo modesto e ottenne recensioni abbastanza tiepide, che evidenziavano come fosse folle e chiassosa, ma meno divertente delle precedenti, e che la satira non fosse del tutto riuscita a mettere alla berlina i lati farseschi del potere dittatoriale.
Nel 1934, anno di transizione in cui i fratelli Marx furono lontani dai set cinematografici, Groucho tornò brevemente sul palcoscenico e per la prima volta abbandonò i baffoni e le sopracciglia dipinti, tratti caratteristici del suo personaggio, per interpretare il ruolo di Oscar Jaffe nel dramma teatrale Twentieth Century di Ben Hecht e Charles MacArthur, durante una tournée estiva nel Maine.

#### Gli anni alla MGM

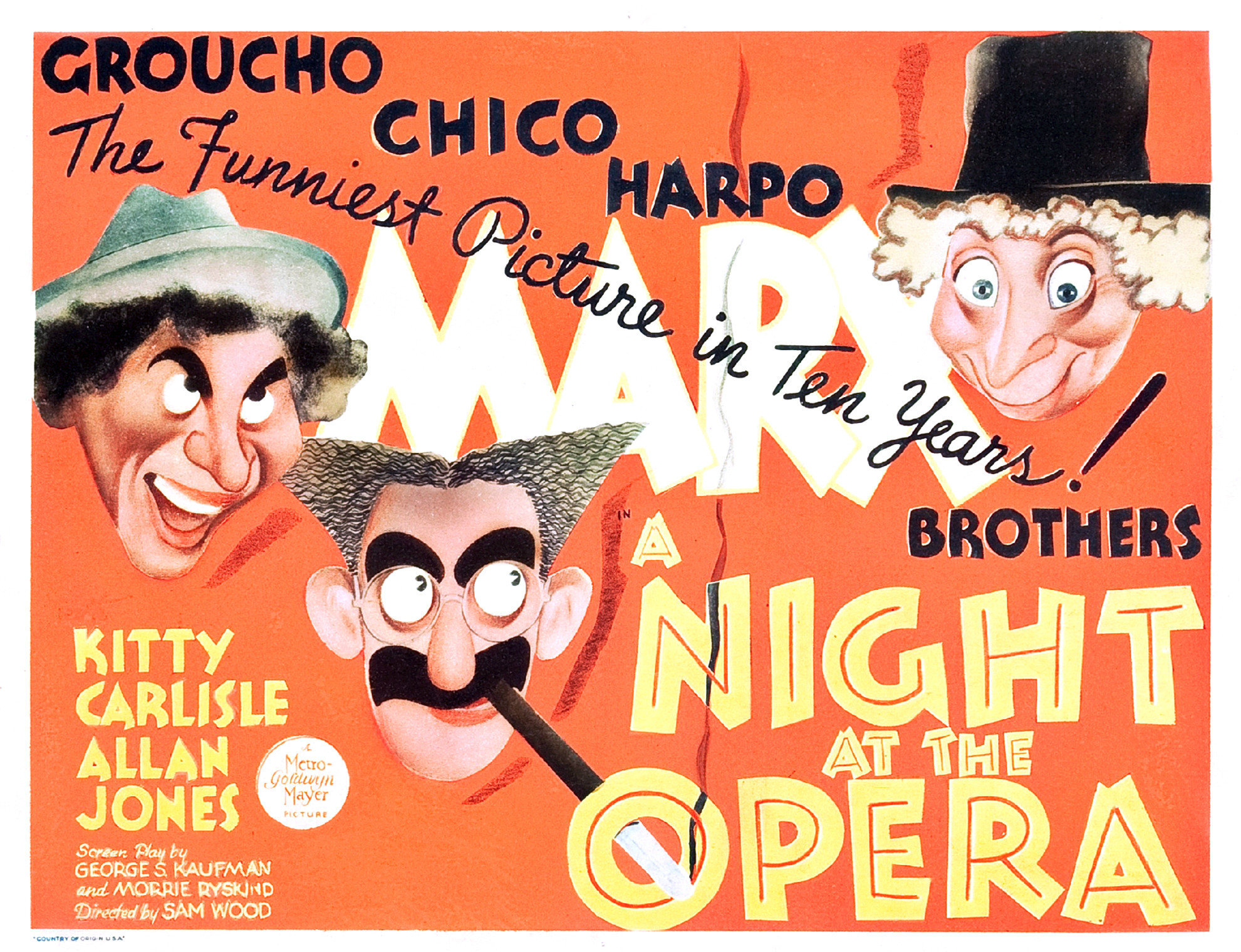
Locandina di Una notte all'opera (1935)

Scaduto il contratto con la Paramount, Zeppo si ritirò dalle scene e i fratelli Marx passarono alla Metro-Goldwyn-Mayer sotto l'ala protettiva del produttore Irving Thalberg, che pensava di dare una svolta stilistica alla loro comicità in pellicole con trame e vicende ben disegnate, e con l'inserimento di una storia d'amore quale indispensabile elemento romantico. Prima di iniziare le riprese, Thalberg offrì inoltre ai Marx la possibilità di sottoporre all'esame diretto del pubblico, durante le loro tournée teatrali, il materiale che avrebbero dovuto girare, per verificare in anteprima le reazioni degli spettatori di fronte alle trovate comiche. Fu durante questo rodaggio che nacquero molte scene di Una notte all'opera (1935) di Sam Wood, in particolare quella del contratto in cui Groucho, nei panni dell'intrigante Otis B. Driftwood, dialoga con Chico e insieme fanno scempio del linguaggio legale e del suo frasario pretenzioso.
Celebre anche la sequenza nella cabina del transatlantico, della quale lo stesso Groucho rivendicherà il merito, sostenendo di averne ispirato le battute e le gag. Originariamente si trattava di una sequenza a due tra lui e Margaret Dumont (nei panni della ricca Mrs. Claypool, amante dell'opera lirica e aspirante al bel mondo) ma, con il susseguirsi delle prove, le dimensioni della scena crebbero fino al pandemonio, poiché nell'angusto spazio finiscono per ammassarsi, oltre all'attore con il suo voluminoso bagaglio, anche Chico e Harpo, il giovane tenore Allan Jones, due cameriere incaricate di rifare il letto, un idraulico e il suo assistente, la donna delle pulizie, una manicure, una passeggera in cerca di sua zia Minnie, tre camerieri con i vassoi per il pranzo. Groucho, con la sua inarrestabile parlantina e con ironico senso dell'ospitalità, fa accomodare benevolmente tutti i visitatori, mentre Harpo - che dorme durante tutta la sequenza - viene continuamente sballottato dai difficoltosi movimenti degli altri occupanti la cabina.

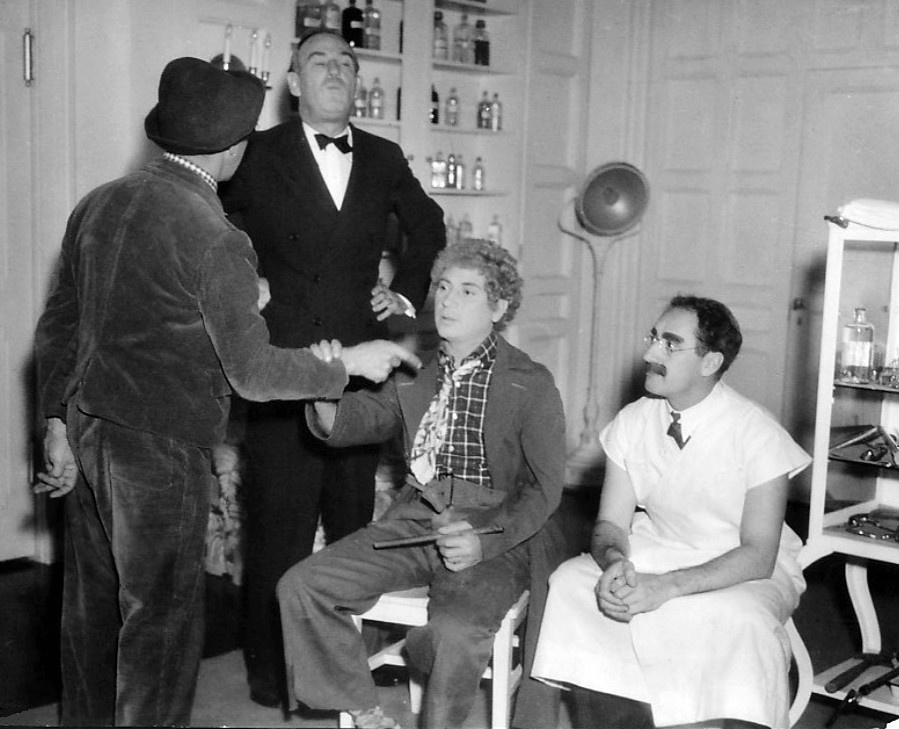
I Marx con il regista Sam Wood sul set di Un giorno alle corse (1937)

Dopo il grande successo di Una notte all'opera, con incassi che raggiunsero i tre milioni di dollari, Thalberg esaminò e scartò almeno diciotto diversi soggetti prima di ritenere soddisfacente quello di Un giorno alle corse (1937). Nel consueto rodaggio teatrale prima della trasposizione sullo schermo, furono nuovamente valutate idee e battute, e parecchio materiale comico fu ampliato e migliorato, ma anche eliminato subito, come ad esempio il motivo Dr. Hackenbush, che però il pubblico amava molto e che entrò comunque nel repertorio extracinematografico di Groucho. Sulla paternità della sceneggiatura ci furono lunghe controversie, e ne furono coinvolti nuovamente Al Boasberg e George S. Kaufman, anche se gli autori ufficiali risultarono poi essere George Seaton, Robert Pirosh e George Oppenheimer. Quest'ultimo ebbe a dichiarare: «Groucho è simpatico ma mi fa impazzire. Era capace di chiamarmi alle sette e mezzo del mattino per dirmi che una data scena andava benissimo e, poco più tardi, decidere di cambiare tutto».
Malgrado l'improvvisa morte di Thalberg durante la lavorazione, le riprese continuarono nel rispetto del suo stile creativo, con ricorso a scenografie sontuose e all'immancabile elemento amoroso, fornito dal tenore Allan Jones (come nel film precedente) e da Maureen O'Sullivan. Groucho interpretò la parte del dottor Hugo Z. Hackenbush, medico di fiducia della ricca ipocondriaca Emily Upjohn (Margaret Dumont), la quale lo fa chiamare alla clinica Standish ignorando che in realtà Hackenbush è un veterinario («Non sapevo di avere dei disturbi finché non ho incontrato lui»). Hackenbush si spaccia per un medico illustre e riesce a prendere le redini della clinica, che si trova in difficoltà e rischia di essere convertita dal nuovo proprietario (padrone anche di una scuderia di cavalli) in una sala da gioco. I duetti verbali con Margaret Dumont furono nuovamente giudicati brillanti e apprezzati.
(dai dialoghi del film)
La pellicola ottenne il consenso del pubblico e della critica, e segnò l'ennesimo successo commerciale dei fratelli Marx. Il cognome del personaggio da lui interpretato, "Hackenbush", diventò uno degli pseudonimi preferiti di Groucho, che lo utilizzò negli anni successivi per firmare molte delle proprie lettere e per presentarsi ironicamente in apertura di conversazioni telefoniche.

#### Il declino e la separazione

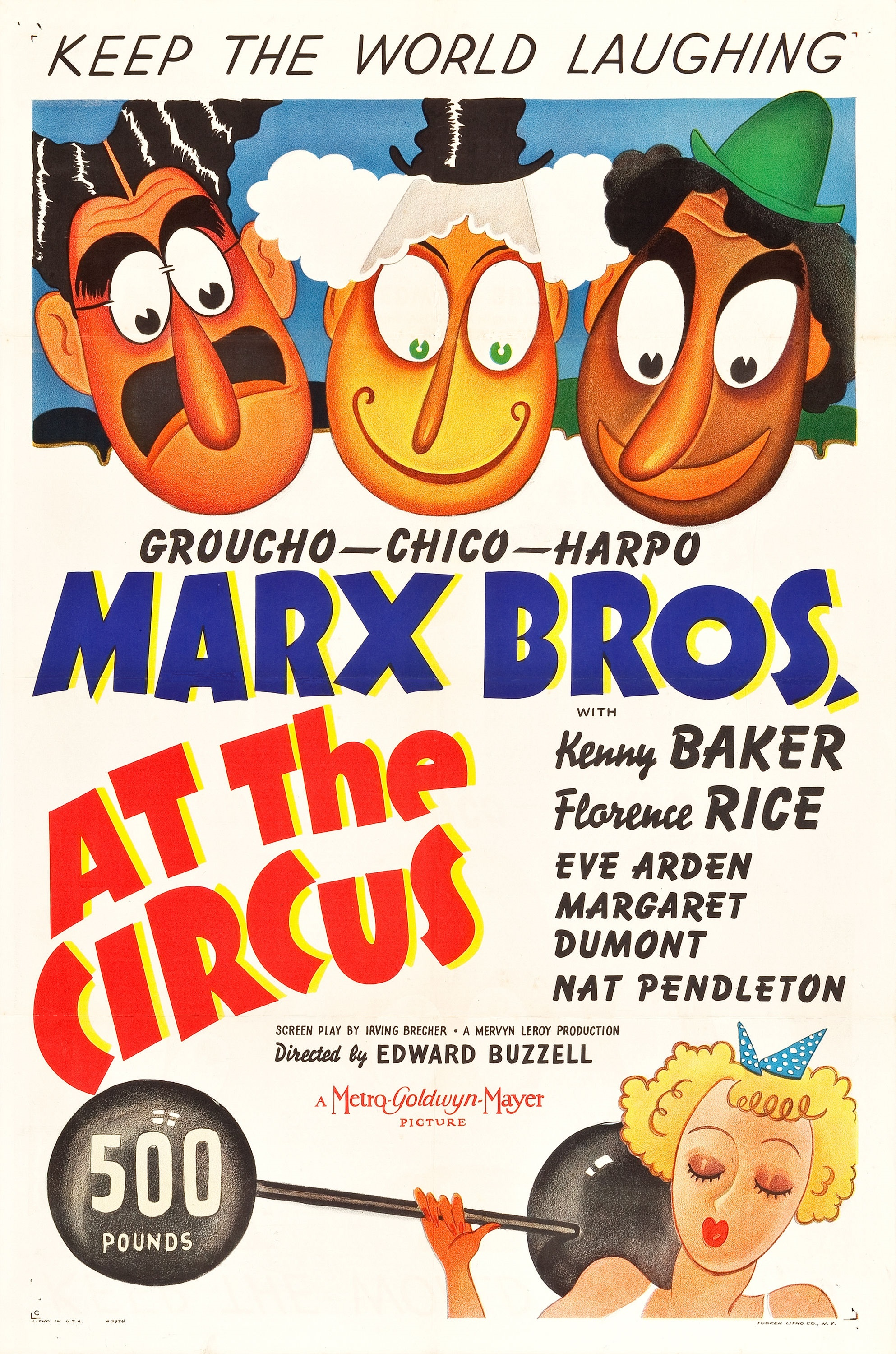
Locandina originale di Tre pazzi a zonzo (1939)

Esaurito l'impegno con la MGM, i fratelli Marx passarono alla RKO come protagonisti di Servizio in camera (1938), adattamento di una commedia di Allen Boretz e John Murray che era andata in scena con grande successo a Broadway. Malgrado dovessero adattarsi a gag e situazioni non create da loro e non espressamente concepite per i loro personaggi, la pellicola fu accolta favorevolmente da pubblico e critica come una «buona commedia» con una «gradevole» storia d'amore. Al fianco di Lucille Ball e Ann Miller, Groucho interpretò la parte di Gordon Miller, produttore di una compagnia teatrale nei guai, che si introduce in un albergo per cercare di rimediare i finanziamenti necessari a mettere in scena l'opera prima di un giovane autore teatrale. I suoi tentativi di non farsi cacciare dall'albergo diventano il pretesto per inserire le tipiche situazioni comiche e la consueta anarchia marxiana.
L'anno successivo i Marx tornarono alla MGM ma non ottennero la possibilità di compiere la tradizionale tournée teatrale di prova prima di iniziare le riprese di Tre pazzi a zonzo (1939). Nei panni dell'avvocato J. Cheever Loophole, Groucho si esibisce nel suo tipico repertorio farsesco e ritrova come partner Margaret Dumont (Mrs. Dukesbury) che perseguita con romantica insistenza, ricordando una passione passata, esistita solo nella sua fantasia. Il film non fu recensito positivamente come i precedenti e venne considerato uno dei più deboli della carriera dei comici, benché contenesse scene divertenti e buoni numeri musicali, tra i quali Lydia the Tattooed Lady, scritto dal compositore Harold Arlen e cantato da Groucho con i suoi caratteristici toni nasali, che divenne un'altra delle "sigle" più popolari e riproposte dell'attore).
Lo studio mise poi in produzione I cowboys del deserto (1940), in cui Groucho, Harpo e Chico si dirigono verso l'Occidente americano e tentano di unire una coppia assicurando il recupero di un atto di proprietà rubato. Malgrado una serie di iniziali rinvii, il film fu ben accolto dagli spettatori, che apprezzarono scene comiche come quella di apertura, ambientata in una stazione ferroviaria, dove Chico e Harpo tentano di imbrogliare Groucho (qui nei panni di S. Quentin Quale) e quella dell'incontro con un cowboy ubriaco («Non ci siamo già incontrati a Montecarlo, quella sera in cui lei si fece saltare le cervella?»). Le recensioni furono contrastanti, anche se complessivamente più favorevoli di quelle della pellicola precedente, ma i Marx, alla loro decima fatica cinematografica, erano di fronte al problema di confrontarsi con un passato glorioso ed immettere nuova linfa nelle loro storie.

«Non mi piazzerò mai più dietro quei baffi fasulli. Ho chiuso con tutta la baracca.»
—Groucho Marx

Nel successivo Il bazar delle follie (1941), Martha Phelps (Margaret Dumont), proprietaria di un grande magazzino, assume il detective Wolf J. Flywheel (Groucho) per proteggere il nipote in pericolo (Tony Martin). Tra molte gag, compreso un inseguimento finale con biciclette e pattini a rotelle, Groucho duettò ancora una volta con la Dumont, secondo le sue sperimentate tecniche adulatorie. Ciononostante, la pellicola venne accolta tiepidamente dalla critica, che la giudicò «non un film che i collezionisti esporranno come esempio dell'umorismo di questa era». Venne inoltre annunciata come il canto del cigno dei fratelli Marx prima del loro ritiro dalle scene, come confermato da Groucho poco prima della distribuzione: «Quando dico che noi siamo stanchi del cinema, voglio dire, in realtà, che il pubblico sta per stancarsi di noi. Ritirandoci adesso, ci limitiamo a precedere, di un soffio, la volontà degli spettatori. Il nostro materiale è vecchio. E noi anche».

#### Il ritorno sullo schermo
Dopo alcuni anni di lontananza, nel 1946 i Marx tornarono sul grande schermo nella commedia Una notte a Casablanca. Si ipotizza che questo ritorno fosse in realtà dovuto alla volontà dei fratelli di aiutare Chico, in continue ristrettezze finanziarie causate dalla sua insanabile passione per il gioco d'azzardo. Sulla scia del grande successo di Casablanca (1942), il nuovo soggetto parodiava la trama e l'ambientazione della pellicola con Humphrey Bogart e Ingrid Bergman, tanto che nacque la leggenda che i fratelli Harry, Albert e Jack Warner, fondatori della casa di produzione Warner Bros., cercassero di opporsi all'intera operazione, ritenendo che il titolo fosse di loro proprietà, adottando un atteggiamento che avrebbe fornito lo spunto per una serie di ironiche missive che Groucho avrebbe inviato loro e che in seguito vennero pubblicate nella raccolta Le lettere di Groucho Marx.
(Groucho Marx)

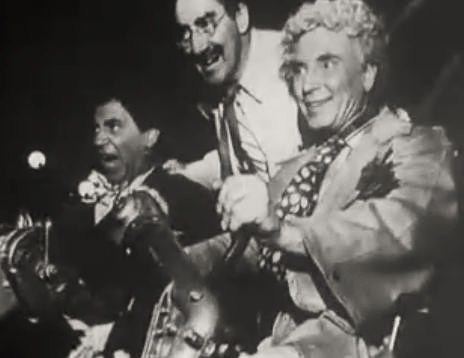
I Marx in una scena dal trailer di Una notte a Casablanca (1946)

Prodotto sotto l'etichetta della United Artists e ambientato in Marocco, Una notte a Casablanca venne in parte co-sceneggiato da Frank Tashlin, regista di cortometraggi d'animazione per la Warner Bros. Groucho interpretò Ronald Kornblow, il nuovo direttore di un grande albergo in cui avvengono misteriosi delitti (le vittime sono appunto i suoi predecessori alla direzione dell'hotel). La critica rimpianse l'assenza di Margaret Dumont quale spalla ideale per le tipiche scene di corteggiamento, ma generalmente apprezzò l'opera, tant'è vero che il critico James Agee definì Groucho «l'autore satirico più divertente del secolo».

#### Gli ultimi film

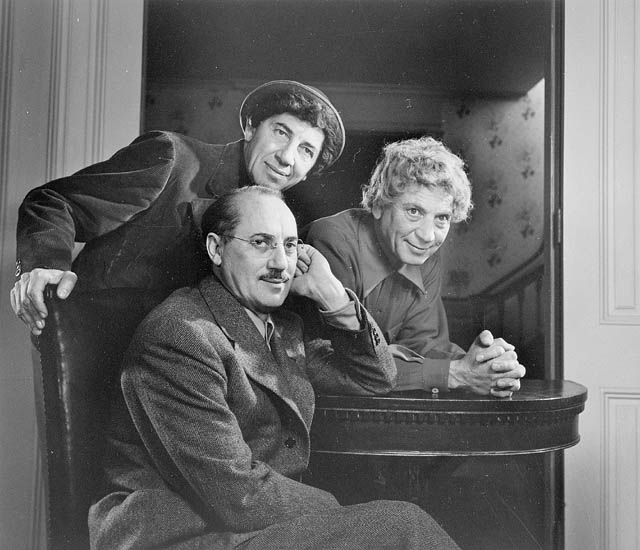
Chico, Groucho e Harpo ritratti da Yousuf Karsh nel 1948

Dopo Una notte a Casablanca, i fratelli Marx si separarono nuovamente. Nel 1947, nella parte di Lionel Deveraux, un agente teatrale male in arnese, Groucho comparve in alcune gag comiche nella commedia Copacabana, accanto alla star del musical Carmen Miranda, che però fu sostanzialmente un fallimento, che egli così commentò: «Ero un frutto di seconda scelta sul cappello di Carmen Miranda».
Due anni dopo i Marx si riunirono ancora una volta sul set di Una notte sui tetti (1949), un film voluto soprattutto da Harpo, in cui Groucho mantenne una presenza più marginale, nei panni dell'investigatore privato Sam Grunion, narratore della vicenda in cui una preziosa collana di diamanti è ambita da uno stuolo di cattivi, tra i quali Raymond Burr e la femme fatale Ilona Massey. La pellicola, benché considerata una delle peggiori dei Marx, registrò una delle prime apparizioni sullo schermo di Marilyn Monroe, nel ruolo di una potenziale cliente che si presenta nell'ufficio di Grunion e ne suscita l'ammirazione con la sua andatura sinuosa, lamentandosi che «tutti gli uomini non fanno che correrle dietro».
Nel 1948, Groucho recitò per la RKO in Questi dannati quattrini, nei panni di Emil J. Keck e come spalla di Frank Sinatra e Jane Russell. Questa commedia venne bloccata per tre anni dal produttore Howard Hughes, e uscì poi nel 1951. Dopo un breve cameo nel ruolo di se stesso nel musical della Paramount Assedio d'amore (1950), accanto a Bing Crosby, fu presente in un'altra produzione della RKO, Una ragazza in ogni porto (1952), in cui fu il marinaio Benjamin Linn, al fianco di William Bendix e Marie Wilson. Dopo queste pellicole, tutte accolte senza particolare entusiasmo dalla critica e dal pubblico, Groucho apparve per l'ultima volta sul grande schermo con i due fratelli (ma non nelle stesse scene) in L'inferno ci accusa (1957), un libero adattamento de La storia dell'umanità di Hendrik Willem van Loon, interpretando la figura del colonizzatore Peter Minuit.
Il solo Groucho ricoprì un piccolo ruolo, quello di George Schmidlap, nel finale della commedia La bionda esplosiva (1957), accanto a Jayne Mansfield e Tony Randall. Il suo ultimo ruolo cinematografico risale al 1968, nel film satirico Skidoo di Otto Preminger, in cui interpretò Dio (Jeovah nella versione italiana), il capo di un'anonima assassini che si converte alla filosofia hippie.

### Carriera radiofonica e televisiva

#### Flywheel, Shyster & Flywheel
Nell'autunno del 1932, Groucho e Chico esordirono alla radio, su una delle due reti della NBC, in una serie di radiocomiche dal titolo Beagle, Shyster & Beagle, Attorneys at law. Il primo episodio, rigorosamente in diretta come era costume allora, venne trasmesso la sera del 28 novembre. Poco dopo il debutto della trasmissione, arrivarono le proteste di un avvocato newyorkese di nome Beagle, il quale intentò una causa per trecentomila dollari sostenendo che il suo nome era stato calunniato e costrinse pertanto i produttori a cambiare il titolo che, a partire dal quarto episodio, fu Flywheel, Shyster & Flywheel.
Il tema di alcune puntate della serie era basato sugli eventi del momento, mentre in altre veniva sperimentato nuovo materiale comico o venivano ripresi vecchi numeri che avevano riscosso particolare successo nei film. I due protagonisti, l'avvocato truffaldino Waldorf T. Flywheel (Groucho) e il suo inetto braccio destro di origine italiana Emmanuel Ravelli (Chico) dettero vita a sketch comici con copioni farseschi e ricchi di battute fulminanti.

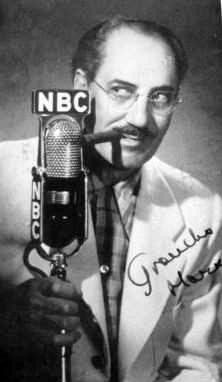
Groucho in uno scatto pubblicitario per You Bet Your Life (1953)

Dopo ventisei episodi, il 22 maggio 1933, la serie si interruppe per le vacanze estive e non venne più ripresa. I motivi più plausibili furono l'orario infelice di messa in onda, che non raccoglieva un numero di ascoltatori sufficiente a giustificare i duemila dollari di stipendio dei Marx, la concorrenza di altri programmi con più alti indici di ascolto e l'intenzione dei due fratelli di ritornare al cinema. Groucho commentò: «Le vendite del prodotto da noi reclamizzato erano aumentate vertiginosamente. I profitti della società raddoppiarono in breve volgere di tempo, e la Esso si sentiva un po' in colpa per tutti quei soldi. Quindi ci mollò, dopo ventisei puntate. Era l'epoca dei Rimorsi Aziendali, che oggi non ci sono più».

#### Altre esibizioni radiofoniche
Nel marzo del 1934, Groucho ritornò in radio con Chico per The Marx of Time, una trasmissione domenicale di satira sull'attualità, che andò in onda per un breve periodo in coda a un notiziario della CBS. Dopo alcune altre apparizioni radiofoniche quale ospite d'onore, venne scritturato nel 1939 per The Circle, un programma di varietà che però non ebbe molto seguito, probabilmente perché di taglio troppo intellettuale per il pubblico radiofonico di massa.
Senza la partecipazione del fratello, nell'estate del 1942 si esibì nuovamente alla radio in diverse puntate del programma per la NBC di Rudy Vallée. Dopo una serie di altre ospitate, cominciò a desiderare di condurre uno spettacolo tutto suo. All'epoca, uno show radiofonico necessitava di una formula adatta alla personalità del presentatore e gradita a una vasta fascia di ascoltatori, ma soprattutto della sponsorizzazione di un importante marchio commerciale. All'inizio del 1943, firmò allora un contratto con la Pabst Blue Ribbon per un varietà settimanale della CBS, che debuttò il 27 marzo 1943, ma la sua partecipazione fu di breve durata e, dopo la puntata del 17 giugno 1944, lo sponsor decise di non rinnovargli il contratto e di rimpiazzarlo con il comico Danny Kaye, nonostante gli ascolti fossero soddisfacenti. Non trovando altri marchi che desiderassero promuovere un suo programma, si dedicò agli spettacoli di intrattenimento per le truppe: insieme a Fay McKenzie (con la quale aveva condotto lo show Blue Ribbon), al compositore Harry Ruby ed al polistrumentista José Oliveira, visitò molti ospedali per sostenere i soldati feriti al fronte, raccogliendo denaro per diverse cause benefiche.
Dalla primavera del 1945 fino al maggio del 1946, apparve con una certa regolarità come ospite nello show radiofonico della cantante Dinah Shore. La svolta giunse nella primavera del 1947, quando si esibì al Walgreen Show, una produzione annuale ad alto budget sponsorizzata dalla catena di supermercati Walgreens, a cui partecipavano molti nomi famosi dello spettacolo. Il suo duetto radiofonico con Bob Hope rivoluzionò la sceneggiatura accuratamente preparata, poiché entrambi abbandonarono le battute previste dal copione e proseguirono la trasmissione improvvisando: gran parte del loro dialogo, durato complessivamente circa venticinque minuti, doveva essere censurato ma questo fu impossibile perché altrimenti lo sketch non avrebbe più avuto senso logico. I produttori Mannie Manheim e Charles Isaacs ricordarono poi che in vent'anni di radio non avevano mai assistito a nulla di più divertente.

#### You Bet Your Lifee altri progetti televisivi
(Groucho Marx durante un'intervista condotta da Roger Ebert nel 1972 per Esquire)

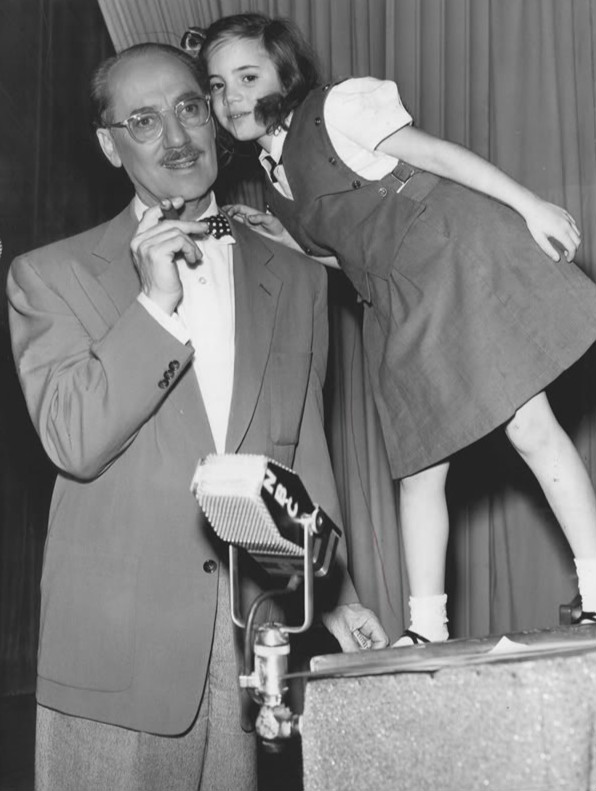
Groucho con la figlia Melinda nello studio di registrazione di You Bet Your Life (1953)

Il giovane produttore radiofonico John Guedel, dopo aver assistito allo sketch con Bob Hope, ideò il progetto di You Bet Your Life (letteralmente, in italiano, "Puoi scommetterci la vita"), un quiz show che propose a Groucho pensando di rilanciarne la carriera, facendo uso delle sue doti di improvvisatore e intrattenitore.
Inizialmente scettico all'idea di condurre un programma del genere, Groucho finì per accettare, ponendo però due condizioni: la prima, che il quiz fosse assolutamente leale e privo di qualsiasi aiuto o suggerimento ai concorrenti; la seconda, quella che ogni episodio venisse sempre pre-registrato, in modo da evitare di incappare in qualunque maglia censoria causata da battute imprevedibili o considerate sconvenienti. Lo show, scelto dallo sponsor Elgin-American Watch Case Company per i costi contenuti, andò in onda per la prima volta il 27 ottobre 1947, riscuotendo un enorme successo che sorprese per primo lo stesso comico.
La formula di You Bet Your Life risultò molto congeniale al suo umorismo sarcastico, consentendogli di presentarsi nel modo migliore e di punzecchiare abilmente gli ospiti prima di dar loro la possibilità di vincere: la sua esperienza di uomo di spettacolo e di cerimoniere gli permise di arricchire i dettami del quiz tradizionale, intrattenendo bonariamente i concorrenti e concedendo battute e complimenti a tutti i partecipanti. Il 5 ottobre 1950 lo show venne trasferito anche in televisione, sulla rete NBC, senza subire cambiamenti rispetto alle messe in onda radiofoniche: infatti la produzione riconfermò lo stesso annunciatore, George Fennemann, e Groucho mantenne la propria postazione su uno sgabello davanti a una scrivania, con i giochi e le domande per le interviste scritti in un taccuino di fronte a lui.
Nell'aprile del 1949 il programma vinse il Peabody Award per il miglior show comico radiofonico, mentre Groucho fu fotografato per la copertina del Time per la seconda volta nella sua carriera e, il 23 gennaio 1951, fu premiato con l'Emmy Award quale miglior personaggio televisivo dell'anno. You Bet Your Life andò in onda per tutti gli anni cinquanta, trasmettendo l'ultima puntata il 21 settembre 1961.

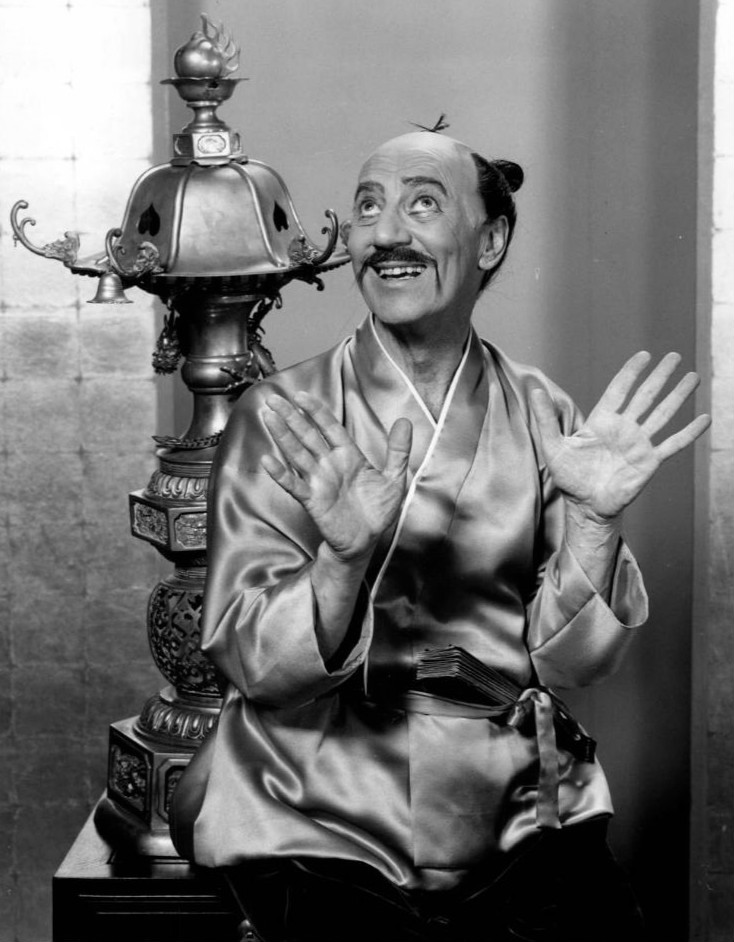
Groucho come Ko Ko ne Il Mikado (1960)

Nel 1959 i fratelli Marx apparvero nella loro ultima produzione collettiva: The Incredible Jewel Robbery, episodio della serie antologica General Electric Theater della CBS, andato in onda l'8 marzo. Poiché sotto contratto ancora la NBC per You Bet Your Life, il nome di Groucho non comparve nei crediti e l'emittente pubblicizzò la sua presenza limitandosi a dichiarare: 
Tra gli altri suoi lavori televisivi, ci fu l'adattamento dell'operetta Il Mikado (1960), nel ruolo di Ko Ko, personaggio creato da Gilbert e Sullivan, il duo di compositori di opere comiche di cui Groucho fu sempre un fervente ammiratore e dei quali amava suonare i pezzi alla chitarra durante il suo tempo libero. Nel 1965, in una puntata dello show The Hollywood Palace, ripropose con Margaret Dumont la scena dell'arrivo del capitano Spaulding in Animal Crackers, cantando il motivo Hello, I Must Be Going.
L'ultimo suo impegno sul piccolo schermo fu in un breve sketch con George Burns nello speciale di Bob Hope Joys (parodia del film di Steven Spielberg Jaws), andato in onda nel marzo 1976.

### Carriera letteraria
(Groucho Marx)
Fin dall'infanzia e per tutta la sua lunga esistenza, Groucho fu un lettore instancabile e autodidatta, compensando in tal modo la mancanza di istruzione dovuta al suo prematuro ritiro dalla scuola: i suoi esordi come scrittore risalgono agli anni venti, quando - con la firma di Julius H. Marx - cominciò a pubblicare motti di spirito per settimanali comici e per le rubriche dei principali columnist dell'epoca, fra i quali Franklin P. Adams, la cui popolare The Conning Tower, edita sul New York World, nel 1924 iniziò a dare spazio ai suoi scritti, costituiti principalmente da scenette e pezzi umoristici basati su argomenti di attualità e di costume.
Nella primavera del 1925 iniziò a pubblicare con regolarità i suoi contributi umoristici sulla neonata rivista The New Yorker, sul St. Louis Post Dispatch e su College Humor, continuando però a rifiutare tutte le offerte rivoltegli allo scopo di tenere una sua rubrica fissa; malgrado questa decisione, i suoi scritti apparvero con crescente frequenza sulle riviste, caratterizzati da uno stile letterario ormai consolidato e frutto della felice combinazione tra il suo personaggio sul palcoscenico e l'influenza stilistica dei suoi scrittori umoristici preferiti. All'inizio del 1930, cominciò a collaborare con Arthur Sheekman, umorista ed ex cronista del Chicago Times, inaugurando un'amicizia e un sodalizio artistico che sarebbero durati per decenni, con reciproco sostegno nella revisione e pubblicazione dei rispettivi libri e articoli, e con l'intervento del giornalista in qualità di sceneggiatore e di autore dei testi in svariate produzioni dei fratelli Marx.
Tra le altre collaborazioni artistiche, va ricordata quella con lo sceneggiatore Norman Krasna, con cui, nel 1937, fu l'autore della sceneggiatura della commedia musicale Il re e la ballerina, diretta da Mervyn LeRoy e interpretata dall'attore di origine belga Fernand Gravey. Successivamente, all'inizio degli anni quaranta e in coincidenza con il rallentamento della sua attività artistica, Groucho iniziò a lavorare alla stesura di un'opera teatrale, sempre in tandem con Krasna; l'impegno, continuamente interrotto e ripreso, si protrasse per alcuni anni e approdò alla definitiva versione intitolata Time for Elizabeth, che debuttò a Broadway il 27 settembre 1948. Il comico ne fu protagonista nella parte di Ed Davis, ma la pièce fu un insuccesso e le rappresentazioni vennero interrotte dopo appena una settimana. Il ruolo fu poi rilevato dall'attore Otto Kruger, e Groucho tornò a interpretarlo solo diversi anni più tardi, in allestimenti teatrali estivi e in una versione televisiva dell'aprile 1964 sulla NBC, all'interno della serie antologica Polvere di stelle.

#### I libri

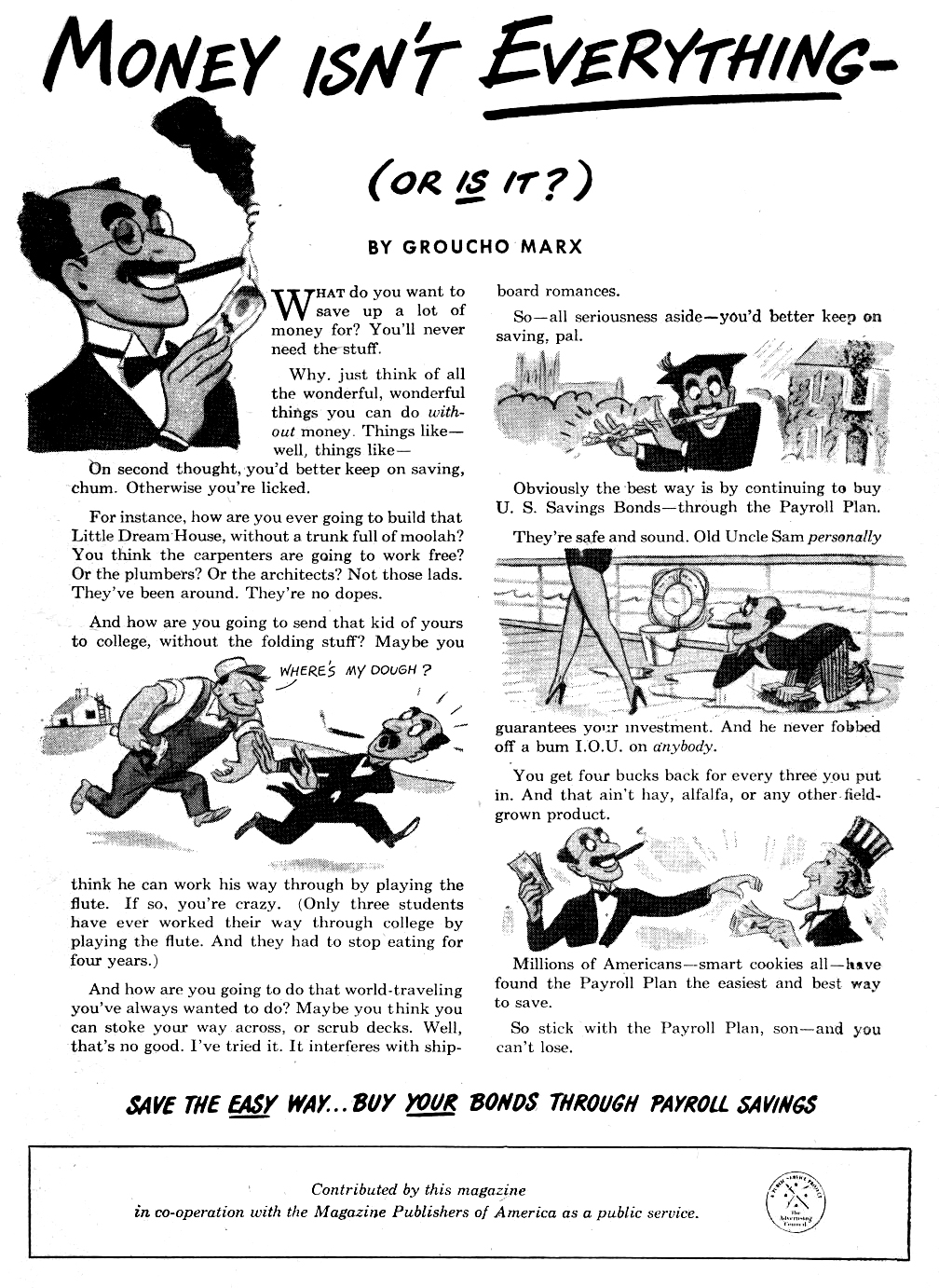
Un piccolo saggio di Groucho scritto per la campagna pubblicitaria degli U.S. Savings Bonds (1947)

Letti fu l'opera prima in campo letterario di Groucho e venne pubblicata nell'autunno del 1930: una raccolta di pezzi in cui egli descrive scherzosamente il rapporto che la gente ha con il proprio letto e in cui si diverte a dissertare del sonno (e di problemi di insonnia) con la sua tipica ironia. Fu però un parziale insuccesso, che venne proposto in seconda edizione solo quattro decenni più tardi, nel 1976.
All'inizio degli anni quaranta, in coincidenza con il ritiro dalle scene dei fratelli Marx, ampliò la sua attività di scrittore, spaziando anche in argomenti di stretta attualità e legati all'impegno bellico degli Stati Uniti nella seconda guerra mondiale, e realizzando alcuni articoli per This Week (inserto domenicale del New York Herald Tribune), Variety e Saturday Evening Post. Nel 1941 uscì il suo secondo libro, Many Happy Returns, scritto in collaborazione con Sheekman, che venne proposto come una sorta di guida all'evasione fiscale e di parodia in cui venne preso di mira l'Ufficio Imposte. Il titolo originale, traducibile in italiano nella formula augurale "Cento di questi giorni", giocò in realtà sull'espressione tax return, ossia la dichiarazione dei redditi. Come nel caso di Letti, le recensioni furono tiepide e i critici sostennero come il suo lavoro scritto non fosse divertente quanto lo era lui in persona. La vendita fu di sole cinquemila copie, tanto che egli in seguito commentò: «Io scrivo solo prime edizioni».
Alla fine del decennio, la sua carriera aveva ripreso vigore con il grande successo nel quiz radiofonico You Bet Your Life e quindi le sue pubblicazioni negli anni seguenti divennero più sporadiche e generalmente limitate alla promozione del suo spettacolo, anche dopo il suo passaggio alla televisione. Nella primavera del 1957 egli intraprese il suo progetto letterario più ambizioso, la stesura della propria autobiografia: memore però dei precedenti insuccessi e scettico su questa sua nuova opera, diede alle stampe Groucho e io, pubblicato dalla casa editrice Random House, solo nell'autunno del 1959. Tuttavia questa volta ricevette ottime recensioni e un buon risultato di vendita. Con brillante capacità espressiva, raccolse nel libro una serie di episodi elencati anacronisticamente, rievocando la propria carriera teatrale e cinematografica con i fratelli e dedicando molte pagine agli aneddoti, agli incontri e alla storia del secolo passato, dalla giovinezza dei Marx nell'East Side di Manhattan ai successi nel vaudeville e in teatro, fino agli anni gloriosi di Hollywood.
(Groucho Marx)
Nel 1963, in un periodo di pausa professionale, venne contattato dal proprio editore Bernard Geis, attratto dall'idea di dare alle stampe una raccolta di scritti divertenti che Groucho aveva prodotto per varie riviste. La raccolta fu intitolata Memorie di un irresistibile libertino e raggruppò una serie di storielle umoristiche nelle quali il narratore rievoca i tempi passati mediante la tecnica del flashback, filosofeggia sui temi dell'amore e affronta i più svariati argomenti senza mai sconfinare dal proprio personaggio.

#### Le lettere di Groucho Marx

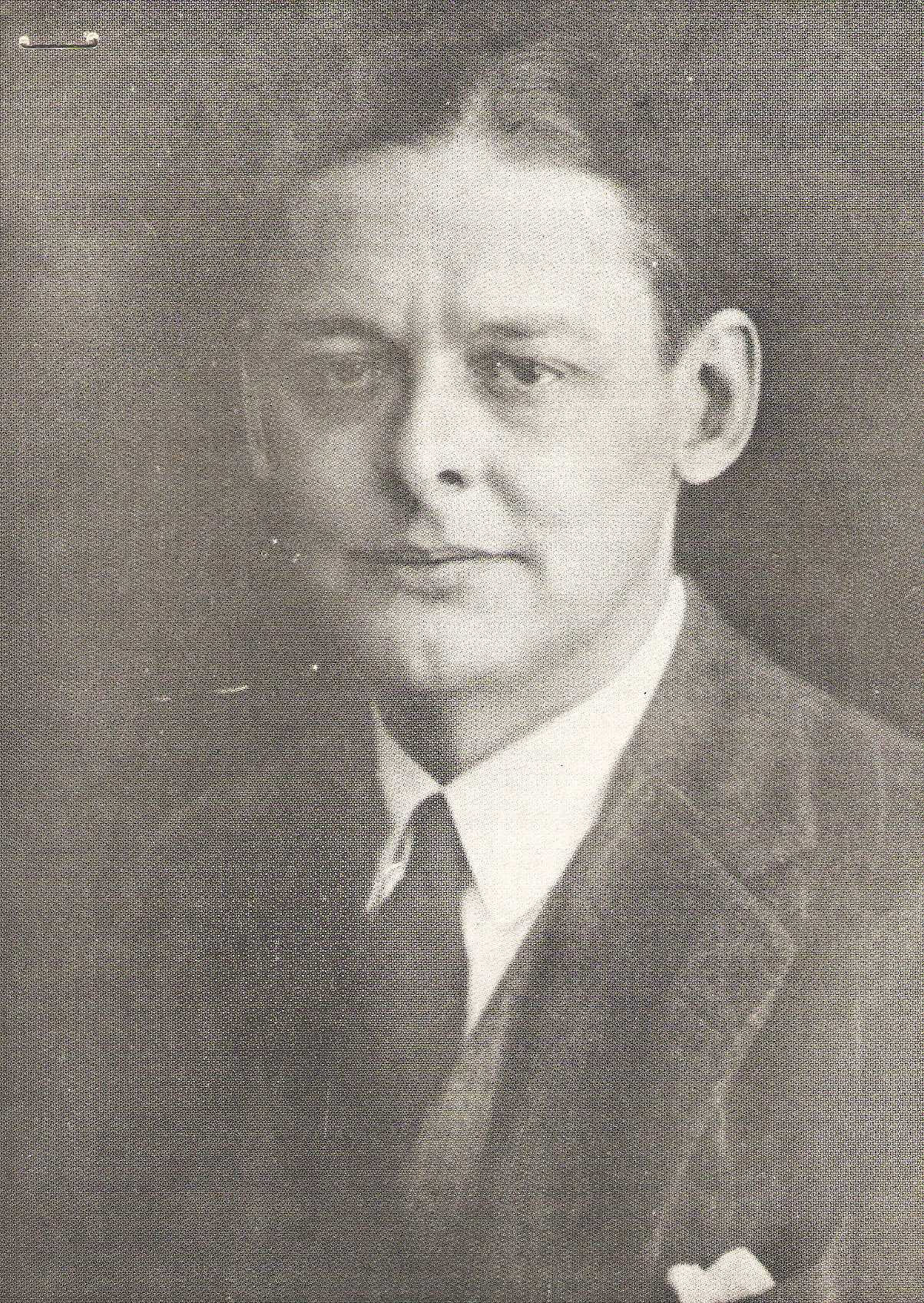
T.S. Eliot incontrò Groucho per la prima e unica volta nel giugno del 1964, durante una cena nella sua residenza londinese, pochi mesi prima della sua morte

Nel 1964, un funzionario della Library of Congress, la Biblioteca del Congresso degli Stati Uniti, interpellò Groucho dopo essere venuto a conoscenza della corrispondenza da lui intrattenuta per diversi anni con il poeta e drammaturgo inglese Thomas Stearns Eliot. Alla richiesta di depositare presso la prestigiosa istituzione i suoi carteggi epistolari, Groucho si sentì onorato e accettò con entusiasmo. Tenuto conto che si era sempre considerato «uno scrittore part-time e ai margini» e che non aveva mai completato la propria istruzione scolastica, la richiesta della Library of Congress costituì per lui un particolare motivo di orgoglio e una delle maggiori soddisfazioni raccolte nella sua lunga carriera, sia in campo letterario che nel mondo dello spettacolo.
La pubblicità creatasi intorno all'evento ridestò l'interesse per i suoi scritti e portò alla pubblicazione, nel febbraio del 1967, de Le lettere di Groucho Marx, a cura della casa editrice Simon & Schuster. La raccolta comprende sia le lettere scritte da Groucho che quelle a lui inviate da corrispondenti altrettanto brillanti, fra i quali erano annoverati artisti e letterati tra i più famosi e arguti del mondo. Malgrado le recensioni contrastanti, il libro ebbe molto successo e venne negli anni ristampato diverse volte e tradotto in varie lingue. In Italia fu pubblicato nel 1992 dalla casa editrice Adelphi, con la traduzione di Davide Tortorella.
L'organizzazione dell'opera non segue un ordine cronologico nella successione delle lettere, ma una divisione per argomenti che all'uscita suscitò qualche critica. La raccolta presenta, tra le altre, alcune lettere indirizzate al figlio Arthur, ai fratelli Harpo e Gummo, e ad altri componenti della famiglia Marx, e la corrispondenza scambiata con l'ufficio legale della Warner Bros. all'epoca del film Una notte a Casablanca. Non mancano i duetti epistolari con altre personalità del mondo dello spettacolo, come gli attori Peter Lorre, Jerry Lewis e Fred Allen e gli scrittori e sceneggiatori Arthur Sheekman e Goodman Ace. Celebre è il carteggio intercorso con T.S. Eliot tra la fine degli anni cinquanta e l'inizio degli anni sessanta, da cui emerge l'intesa umana e intellettuale instauratasi tra i due corrispondenti.

### Vita privata

#### I tre matrimoni

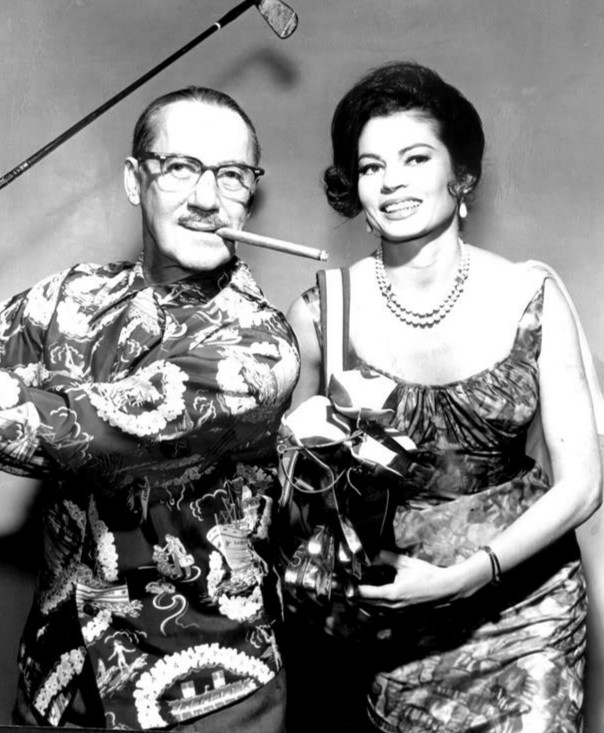
Groucho con la terza moglie Eden Hartford nella serie televisiva Polvere di stelle (1964)

Nel 1919, all'epoca delle rappresentazioni di Home Again, Groucho conobbe la ballerina di origine svedese Ruth Johnson, che era entrata nella compagnia teatrale dei Marx come partner di danza di Zeppo. I due si sposarono il 4 febbraio 1920 a Chicago, durante le repliche di Home Again al Mc Vicar's Theater. Il 21 luglio 1921 nacque il loro primo figlio, Arthur Marx, che in gioventù diventerà un discreto giocatore professionista di tennis (fece parte della squadra di Coppa Davis Junior nel 1939), poi commediografo, autore teatrale e televisivo, nonché autore di una biografia del padre, intitolata Life with Groucho, pubblicata per la prima volta a puntate sul Saturday Evening Post nei primi anni cinquanta. Il 19 maggio 1927 nacque la secondogenita Miriam. Il matrimonio con Ruth durò 22 anni e si concluse con il divorzio il 15 luglio 1942.
Il 21 luglio 1945 sposò in seconde nozze la ventunenne attrice Kay Marvis Gorcey, che reciterà con lui in un piccolo ruolo nel film Copacabana. Dal loro matrimonio, il 14 agosto 1946, nacque la figlia Melinda, che apparirà spesso accanto al padre nello show televisivo You Bet Your Life. Anche questo secondo matrimonio si concluse con un divorzio il 12 maggio 1950.
Il 17 luglio 1954, all'età di 64 anni, si risposò in terze nozze con la ventiquattrenne Eden Hartford, aspirante attrice e cognata del regista Howard Hawks. Secondo Arthur Marx, i primi anni di matrimonio con Eden furono felici, e Groucho conobbe un periodo di serenità familiare grazie al buon carattere di Eden e alla sua capacità di essere una buona madre per Melinda che, dopo il divorzio da Kay Marvis, dal 1956 era stata affidata al padre. L'unione con Eden entrò però in crisi negli anni sessanta e si concluse con un burrascoso divorzio, pronunciato il 4 dicembre 1969, quando Groucho aveva ormai 79 anni.

#### Erin Fleming e gli ultimi anni

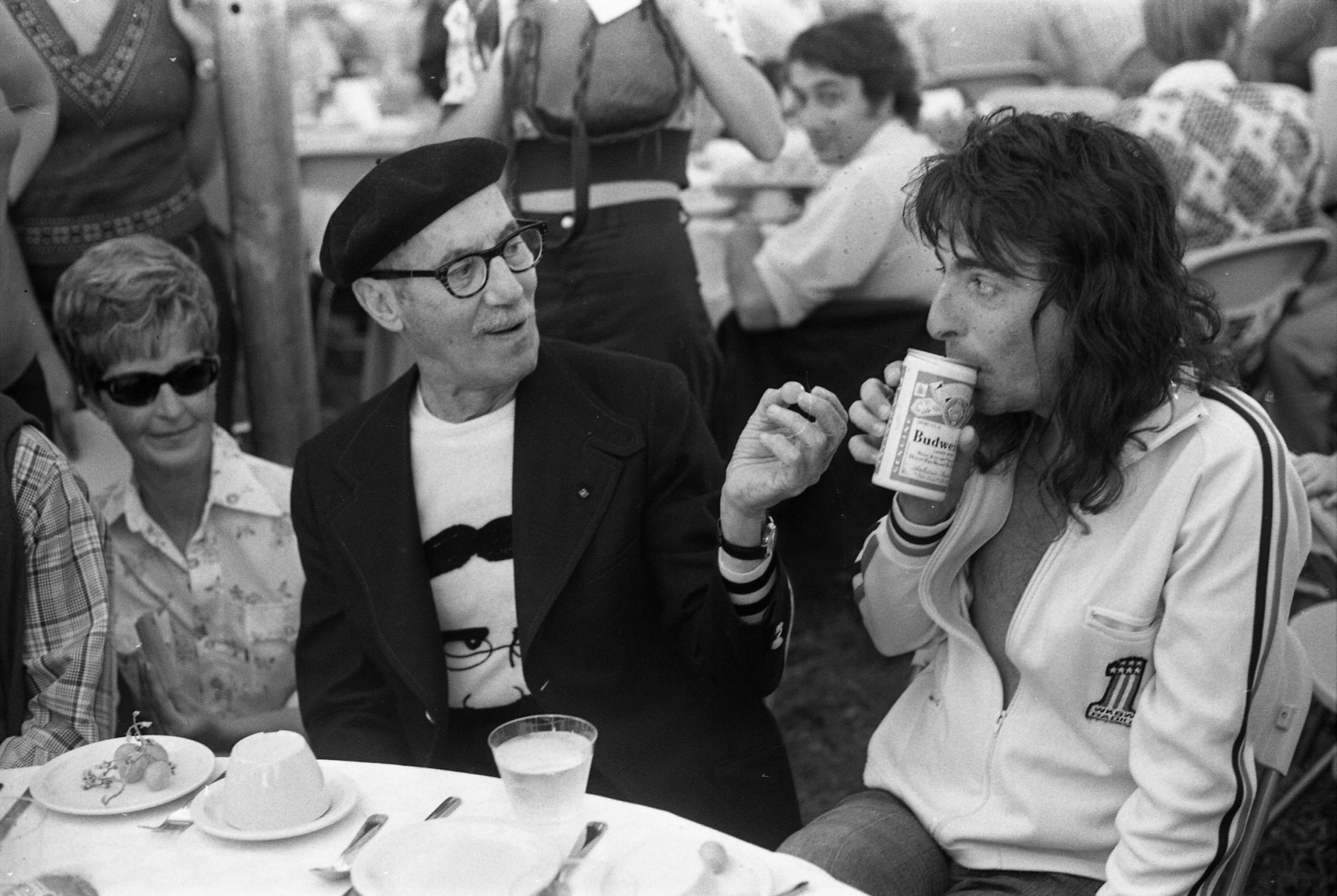
Groucho nel 1974 con Alice Cooper, con cui strinse una profonda amicizia dopo averlo conosciuto e aver duettato con lui ad una festa di compleanno di Frank Sinatra

Nel 1970 le sue condizioni di salute peggiorarono, a seguito di prolungati disturbi alle adenoidi, per cui dovette essere sottoposto a un intervento chirurgico che ebbe comunque buon esito. Nel 1971 fu colpito da un ictus che rallentò le sue articolazioni vocali e compromise lievemente la sua attività cerebrale. Nell'agosto dello stesso anno, durante una cena in casa di amici, conobbe la ventinovenne Erin Fleming, un'aspirante attrice di origine canadese, e dopo pochi giorni l'assunse come segretaria. Ella esercitò subito una notevole influenza sull'anziano attore, diventandone la manager e spingendolo a riprendere l'attività artistica, malgrado i suoi malanni. In quel periodo Groucho fece frequenti apparizioni, spesso a fianco di lei, nei talk show televisivi condotti da Dick Cavett, Johnny Carson e Merv Griffin, e nella situation comedy The Bill Cosby Show.
Nel maggio del 1972, comparve in un recital alla Carnegie Hall di New York, riscuotendo un enorme successo e ottime recensioni da parte dei critici. Pochi giorni più tardi si recò a Cannes, dove fu la star del Festival del Cinema, ritrovando in parte la sua sarcastica verve sul palco e nelle interviste, e dove venne insignito della commenda delle arti e delle lettere. Tra il 1973 e il 1974 la sua salute si deteriorò ulteriormente, ma la sua popolarità ebbe un nuovo impulso grazie alla riproposta televisiva di una serie di vecchie puntate del quiz You Bet Your Life, raggruppate come The Best of Groucho. Nello stesso tempo la Universal Studios, dopo decenni di oblio e di controversie legali, mise nuovamente in circolazione il film Animal Crackers, che fu apprezzato anche dalle giovani generazioni di spettatori. A coronamento di questi eventi, l'Academy of Motion Picture Arts and Sciences decise di conferirgli un Oscar onorario per «la brillante attività e per i risultati ineguagliabili ottenuti dai fratelli Marx nell'arte della commedia cinematografica». Visibilmente invecchiato e fragile, ritirò il premio a nome dei fratelli Chico e Harpo, e della storica co-interprete Margaret Dumont, da tempo deceduti.
(Il discorso integrale di Groucho Marx all'assegnazione del suo Oscar onorario.)
Nei due anni successivi l'influenza di Erin Fleming contribuì al progressivo allontanamento di Groucho dai suoi familiari, in particolar modo dal figlio Arthur, secondo il quale la donna assunse il pieno controllo del ménage quotidiano e degli affari del padre in qualità di sua segretaria, manager e compagna di vita, nonché l'arbitraria sorveglianza sulla sua salute sempre più precaria, isolandolo da vecchi amici e conoscenti, e giungendo a tentare di farsi adottare da lui come figlia. Le tensioni sfociarono in una lunga battaglia legale in cui la Fleming e Arthur, che si era riavvicinato affettivamente al padre all'inizio del 1977, si contesero il ruolo di tutore permanente dell'anziano attore, la cui avanzata senilità non gli consentiva più alcun tipo di gestione della propria vita. L'iter giudiziario porterà alla nomina del vecchio amico e collaboratore Nat Perrin quale tutore temporaneo, e successivamente di Andy Marx, figlio di Arthur.
Nel frattempo, il 16 gennaio 1977, Groucho fece la sua ultima apparizione pubblica alla Wilshire Hyatt House a Hollywood, presenziando con Zeppo alla cerimonia che celebrò l'ammissione dei fratelli Marx nella Motion Picture Hall of Fame.

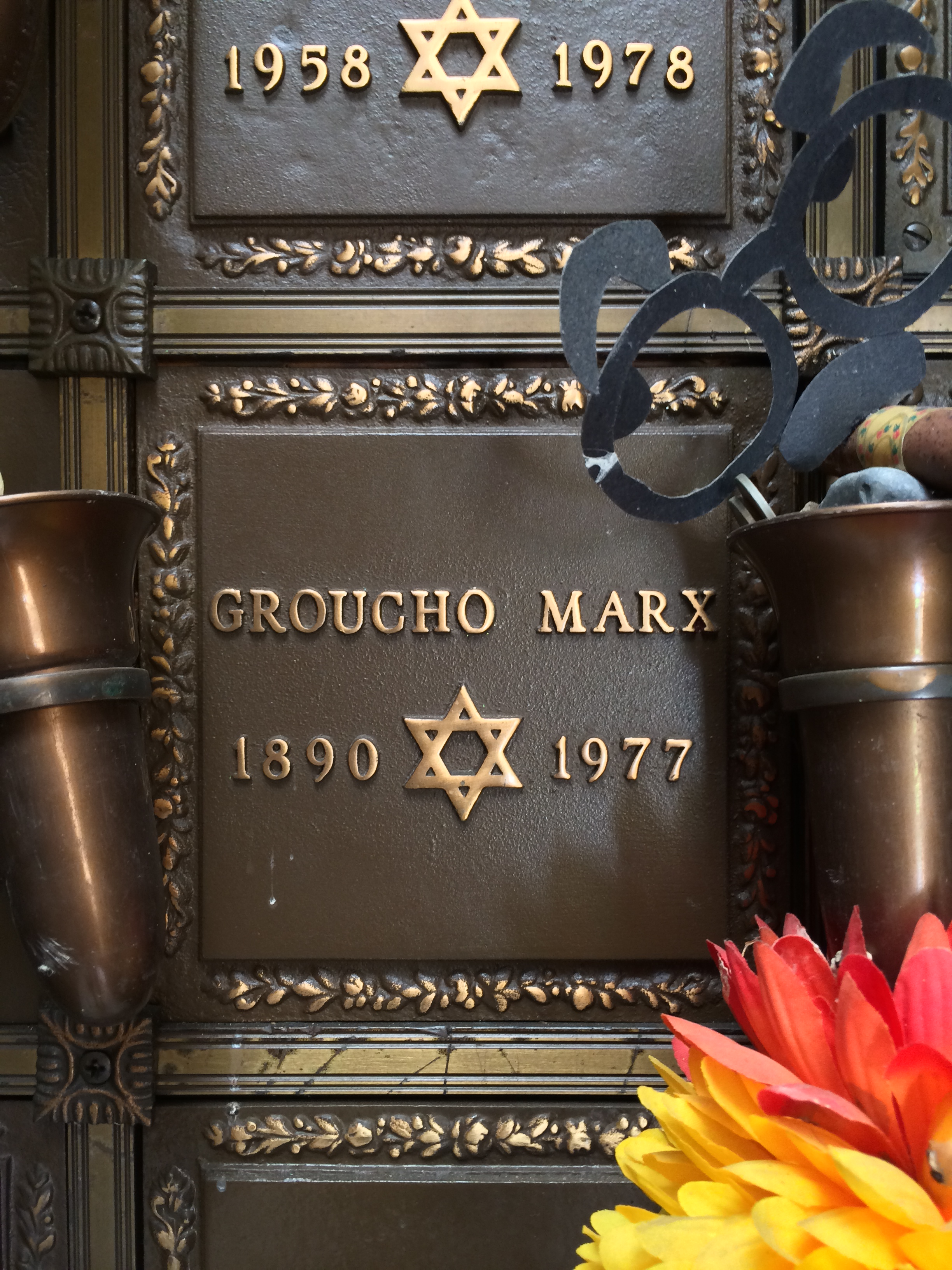
La tomba di Groucho

Quando suo fratello minore Gummo morì all'età di 83 anni, il 21 aprile 1977, Groucho non ne fu informato per il timore che le sue condizioni si aggravassero. Ciononostante mantenne il suo senso dell'umorismo fino alla fine. George Fenneman, il suo amico annunciatore radiofonico e televisivo, spesso si ricordava di quando, in una delle ultime visite che fece a casa sua, giungendo il momento di andare, sollevò Marx dalla sedia a rotelle, si mise le sue braccia attorno al busto e iniziò a farlo «camminare» all'indietro attraverso la stanza verso il suo letto; e mentre lo faceva, sentì la voce debole del comico all'orecchio che gli sussurrava «Fenneman, sei sempre stato un pessimo ballerino». Un altro aneddoto riguarda il suo ultimo ricovero: quando un'infermiera gli si avvicinò con un termometro spiegando che voleva vedere se avesse la febbre, lui rispose: «Non essere sciocca - tutti hanno una temperatura». L'attore Elliott Gould infine raccontò di un simile accaduto:

### La morte
Il 22 giugno 1977, fu ricoverato per una polmonite all'ospedale Cedar Sinai di Los Angeles, dove trascorse gli ultimi giorni in stato di semi-incoscienza e morì il pomeriggio del 19 agosto 1977, all'età di 86 anni, assistito da Arthur, dalla nuora Lois e dal nipote Andy. La notizia della sua scomparsa però passò in secondo piano in quanto la prematura dipartita di Elvis Presley, avvenuta solo tre giorni prima, aveva monopolizzato l'attenzione della stampa americana e mondiale. Arthur Marx raccontò che il padre «non voleva avere un funerale. Li considerava una barbarie. Me lo aveva detto moltissime volte. Voleva soltanto essere cremato e non gli interessava di cosa ne sarebbe stato delle sue ceneri. Non credeva in una vita dopo la morte, ma una volta, scherzando, mi aveva detto che, se ce ne fosse stata una, lui avrebbe voluto trovarsi accanto ad Abraham Lincoln, William Shakespeare e George S. Kaufman». Le sue ceneri riposano all'Eden Memorial Park Cemetery di Los Angeles, sotto una semplice lapide che reca il suo nome, l'anno di nascita e di morte, e la stella di David.

## La comicità di Groucho
(Groucho Marx)

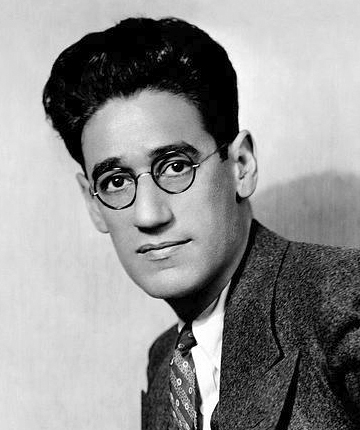
«Groucho Marx è l'unico attore a cui abbia mai concesso di andare ad libitum in uno spettacolo che ho scritto. Questo perché non riuscivo a fermarlo.»
—George S. Kaufman

Il ricorso al nonsense, alle storpiature linguistiche e al non sequitur ha caratterizzato la comicità verbale di Groucho Marx, basata sulla grande capacità di improvvisazione, sull'uso funambolico della parola e delle sue infinite possibilità di applicazione. La sua torrenziale conversazione in scena, sempre interrotta ma mai veramente troncata dagli impotenti interlocutori, è una forza distruttrice che si fa beffe delle convenzioni sociali e della morale.
Il fine supremo della sua comicità, così come quella dei suoi fratelli, è la catastrofe: pur rivestendo quasi sempre cariche ufficiali nei suoi ruoli, Groucho si rivela infatti votato a prendere il comando delle situazioni e a rovesciare ironicamente il sistema. Durante la sua lunga carriera teatrale e cinematografica, interpretò solitamente personaggi con mestieri onorevoli e gratificanti, ma sempre al limite della legalità e della moralità: direttore d'albergo fallito, esploratore millantatore, dissoluto rettore di università, uomo politico corrotto, avvocato imbroglione, finto medico opportunista, impresario teatrale maneggione, detective amorale, ruoli caratterizzati da un unico denominatore comune, l'incontenibile sfrontatezza nei confronti della società, rappresentata dai malcapitati che restano vittime delle sue irriverenti mascalzonate, e dalle partner femminili, che egli corteggia con languida audacia per poi disorientarle con la sua impudenza.
Sul palco e sullo schermo, il suo personaggio sbeffeggia sfrontatamente la professione medica, legale, militare, l'establishment cinematografico, l'alta società, praticamente tutti i bastioni del potere, mentre la sua maschera buffa (baffoni, figura smontabile e sigaro da masticare) e la sua capacità di improvvisare le battute dei dialoghi ricalcano i canoni della commedia dell'arte.
(Battuta attribuita a Groucho Marx)

## Influenza culturale
(La regina Elisabetta II alla celebrazione del suo ottantesimo compleanno nel 2006)
(Scritto su un muro a Parigi, 1968)
Dal graffito comparso a Parigi, il gioco dei nomi che rievoca Karl Marx è diventato un cliché surreale, spesso rievocato dagli anni settanta, quando la carica anarchica e antisistema della comicità dei fratelli Marx, e di Groucho in particolare, fu riscoperta dal pubblico in epoca di ribellioni e contestazioni.

### Nel cinema e nel teatro

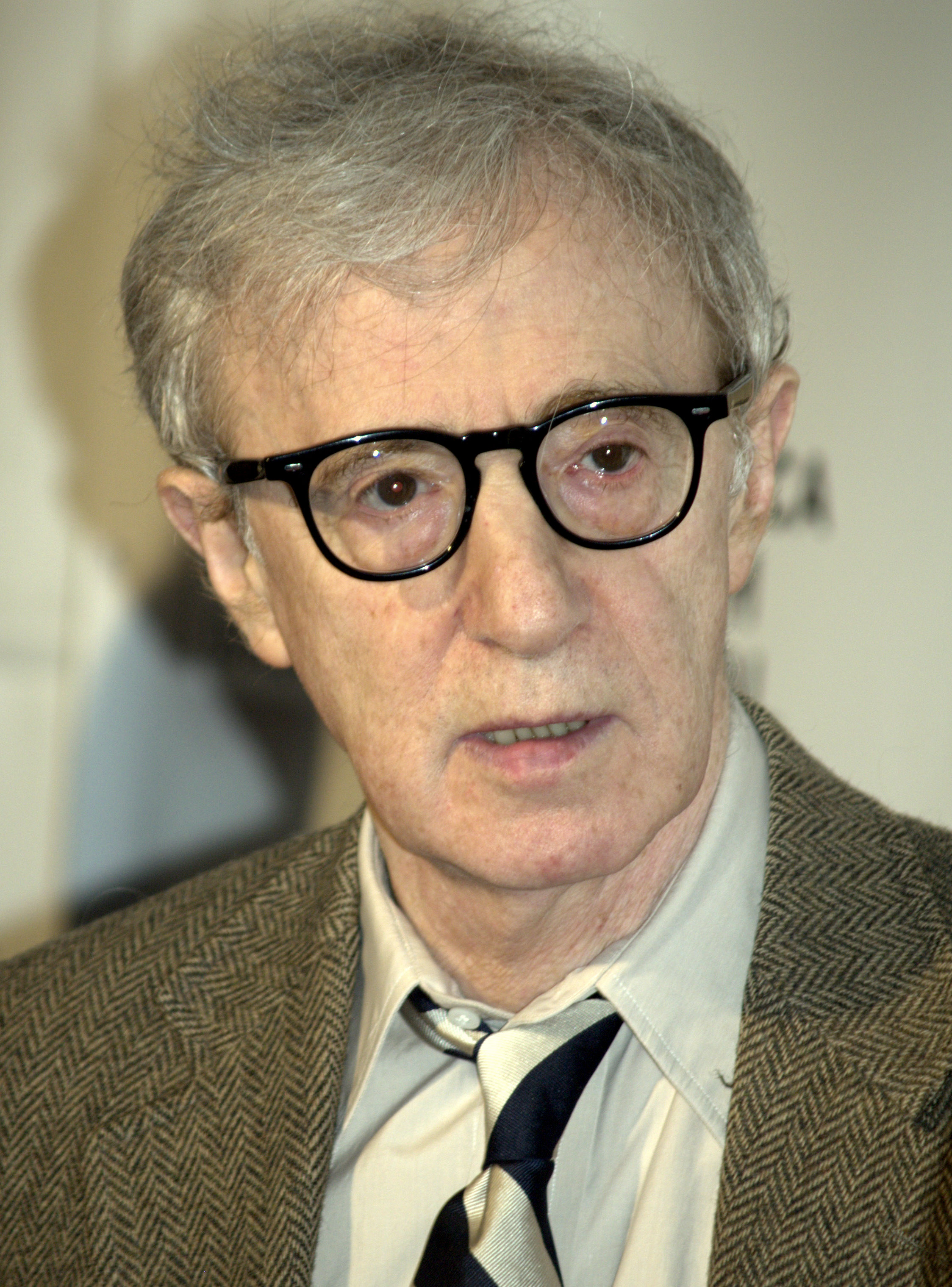
Woody Allen, uno dei più grandi ammiratori della comicità di Groucho

La sua comicità surreale ed effervescente è stata fonte d'ispirazione per numerosi comici di matrice ebraica, da Woody Allen a Mel Brooks, mentre la maschera comica da lui creata (occhiali dalla montatura tonda, sigaro, sopracciglia e baffoni dipinti) è diventata un popolare stereotipo, ripreso in parecchie produzioni, vignette e caricature; citazione emblematica, ad esempio, è la carota che Bugs Bunny ha costantemente tra i denti.
Allen disse:
Molti sono i suoi omaggi alla comicità marxiana: ad esempio nel film Prendi i soldi e scappa (1969), strutturato con la tecnica del falso documentario, i genitori del protagonista Virgil Starkwell, mentre rispondono alle domande di un cronista, indossano maschere con le fattezze di Groucho; in Manhattan (1979), Isaac Davis cita Groucho Marx tra le cose per cui vale la pena di vivere; in Hannah e le sue sorelle (1986), il nevrotico e depresso personaggio di Mickey Sachs capita in un cinema durante la proiezione de La guerra lampo dei fratelli Marx e - vedendo Groucho piroettare spensierato sullo schermo - trova le giuste motivazioni per continuare a vivere; infine, Tutti dicono I Love You (1996) è ricco di citazioni dal cinema di Marx, dal titolo stesso (che riprende l'omonima canzone da I fratelli Marx al college del 1932) alla scena della festa in cui i partecipanti sono camuffati con il sigaro e i baffoni e cantano in francese Hooray for Captain Spaulding (da Animal Crackers). Un'altra citazione è presente in Terror Train (1980), pellicola slasher canadese in cui il killer compie i suoi delitti indossando una maschera con le caricaturali fattezze di Groucho.
Dal 1986 l'attore teatrale statunitense Frank Ferrante si esibì come Groucho Marx sul palcoscenico, presentando periodicamente in tournée negli Stati Uniti e in Canada, sotto i diritti concessi dalla famiglia Marx, uno spettacolo intitolato An Evening with Groucho, con il sostegno di interpreti secondari e del pianista Jim Furmston come accompagnatore musicale. Alla fine degli anni ottanta recitò inoltre nello spettacolo off-Broadway Groucho: A Life in Revue, scritto da Arthur Marx (in cui vestiva i panni del comico dai 15 agli 85 anni) e successivamente registrato per la PBS nel 2001. Nel 1982 Gabe Kaplan aveva comunque già girato una versione della stessa opera, intitolata Groucho.

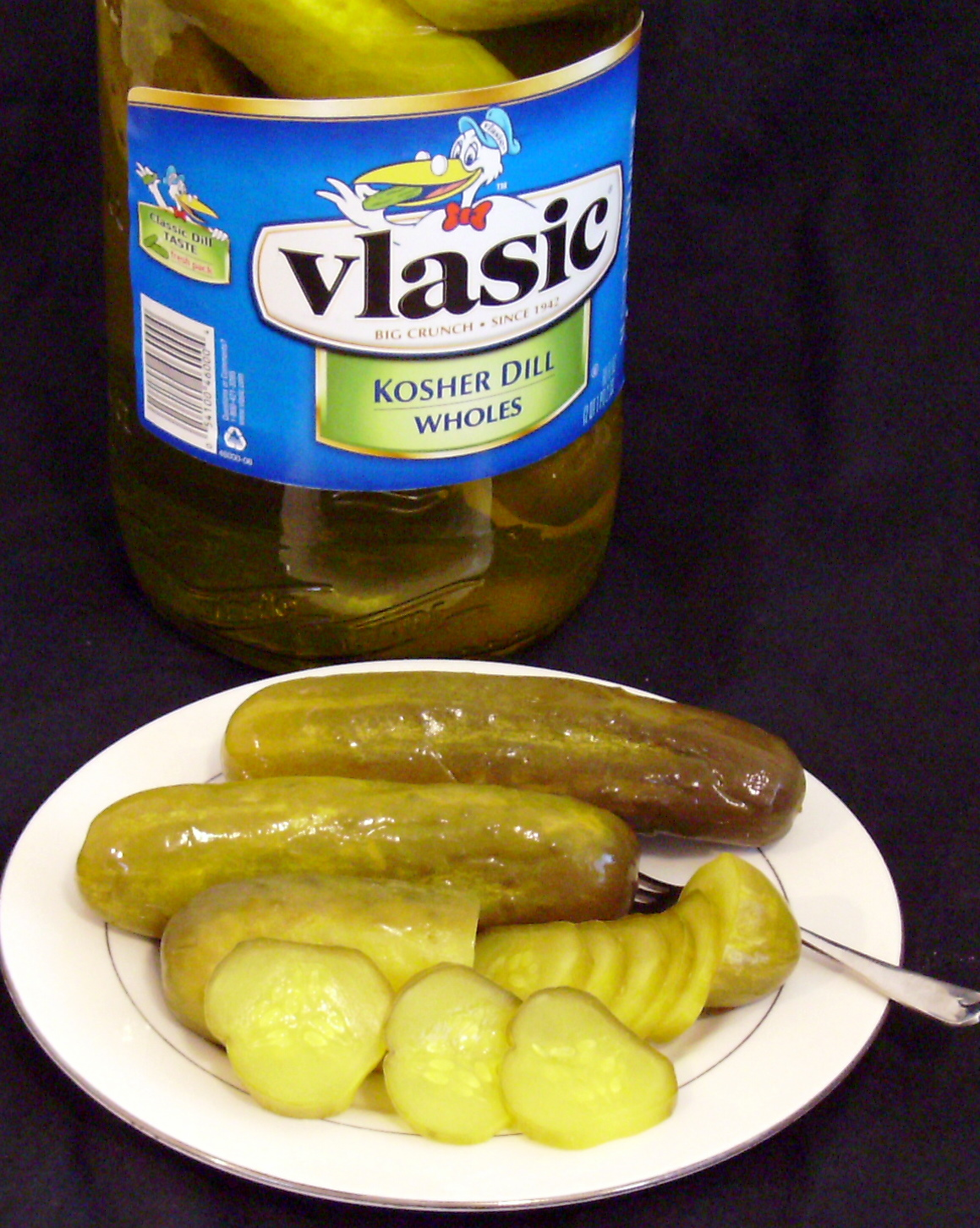
Una campagna pubblicitaria per l'azienda di sottaceti statunitense Vlasic Pickles presenta la cicogna del logo che imita le movenze e la voce di Groucho

In Italia, dal 1986 il personaggio di Groucho è stato inserito da Tiziano Sclavi come fedele assistente di Dylan Dog, l'indagatore dell'incubo protagonista del fumetto di successo dell'editrice Bonelli. Tuttavia, nella versione cinematografica del fumetto, realizzata nel 2011 negli Stati Uniti, il personaggio non compare in quanto gli eredi di Groucho Marx non hanno concesso i diritti di utilizzo del suo nome e delle sue sembianze.
L'anarchica e travolgente forza distruttiva della comicità marxiana ha influenzato generi come il teatro dell'assurdo di Eugène Ionesco, il quale dichiarò pubblicamente di aver tratto ispirazione dal sovvertimento dell'ordine e delle convenzioni presentato dai Marx nelle loro opere teatrali e cinematografiche.

### Nella musica

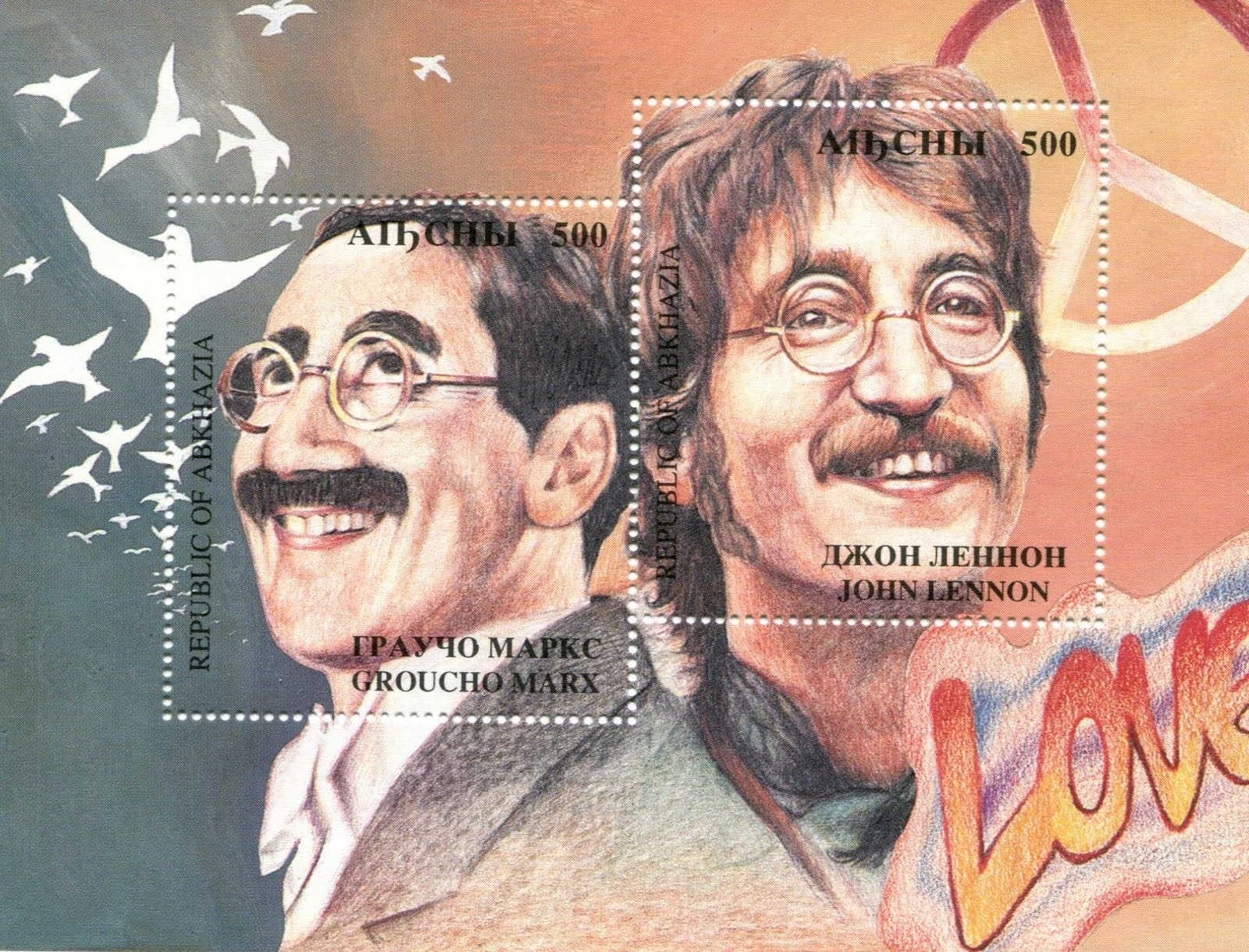
Marx e Lennon su un francobollo dell'Abcasia del 1994

Il gruppo statunitense di comici surreali The Firesign Theatre inserì nella copertina del loro secondo album How Can You Be in Two Places at Once When You're Not Anywhere at All? (1969) due fotografie di Groucho Marx e John Lennon incorniciate da finte lettere in cirillico che compongono la scritta "ДLL НДІL МДЯЖ LЄИИФИ".
Il cantautore britannico Elton John incontrò Groucho nei primi anni settanta, evento del quale è testimone una foto che ritrae Marx puntare sia il dito indice che il pollice verso il cantante a mo' di revolver. Questi trovò così divertente la sua reazione spontanea di alzare le mani e rispondere «Non spararmi! Sono solo il pianista!» che la riutilizzò come titolo del suo album del 1973. Nella cover è inoltre visibile la locandina del film I cowboys del deserto.
I Queen intitolarono due loro album in onore di Groucho: A Night at the Opera (1975) e A Day at the Races (1976), presi direttamente dai rispettivi lungometraggi dei fratelli Marx diretti da Sam Wood. Nel marzo 1977, Groucho invitò i Queen a fargli visita nella sua casa di Los Angeles; in quell'occasione Freddie Mercury, Brian May, John Deacon e Roger Taylor eseguirono a cappella la loro canzone '39 (da A Night at the Opera).

## Filmografia

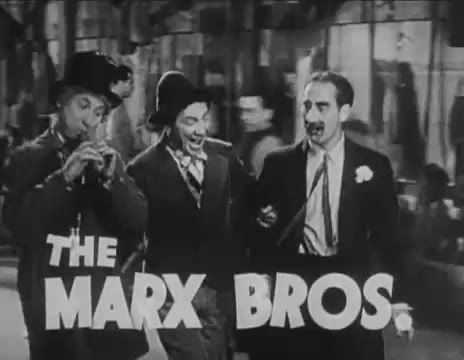
I fratelli Marx nel trailer di Una notte all'opera (1935)

### Cinema

#### Attore
Con i fratelli Marx
- Humor Risk, regia di Richard Smith (1921)
- Noci di cocco (The Cocoanuts), regia di Robert Florey e Joseph Santley (1929)
- Animal Crackers, regia di Victor Heerman (1930)
- Monkey Business - Quattro folli in alto mare, regia di Norman Z. McLeod (1931)
- Horse Feathers - I fratelli Marx al college, regia di Norman Z. Mc Leod (1932)
- La guerra lampo dei Fratelli Marx (Duck Soup), regia di Leo McCarey (1933)

Con i fratelli Marx senza Zeppo

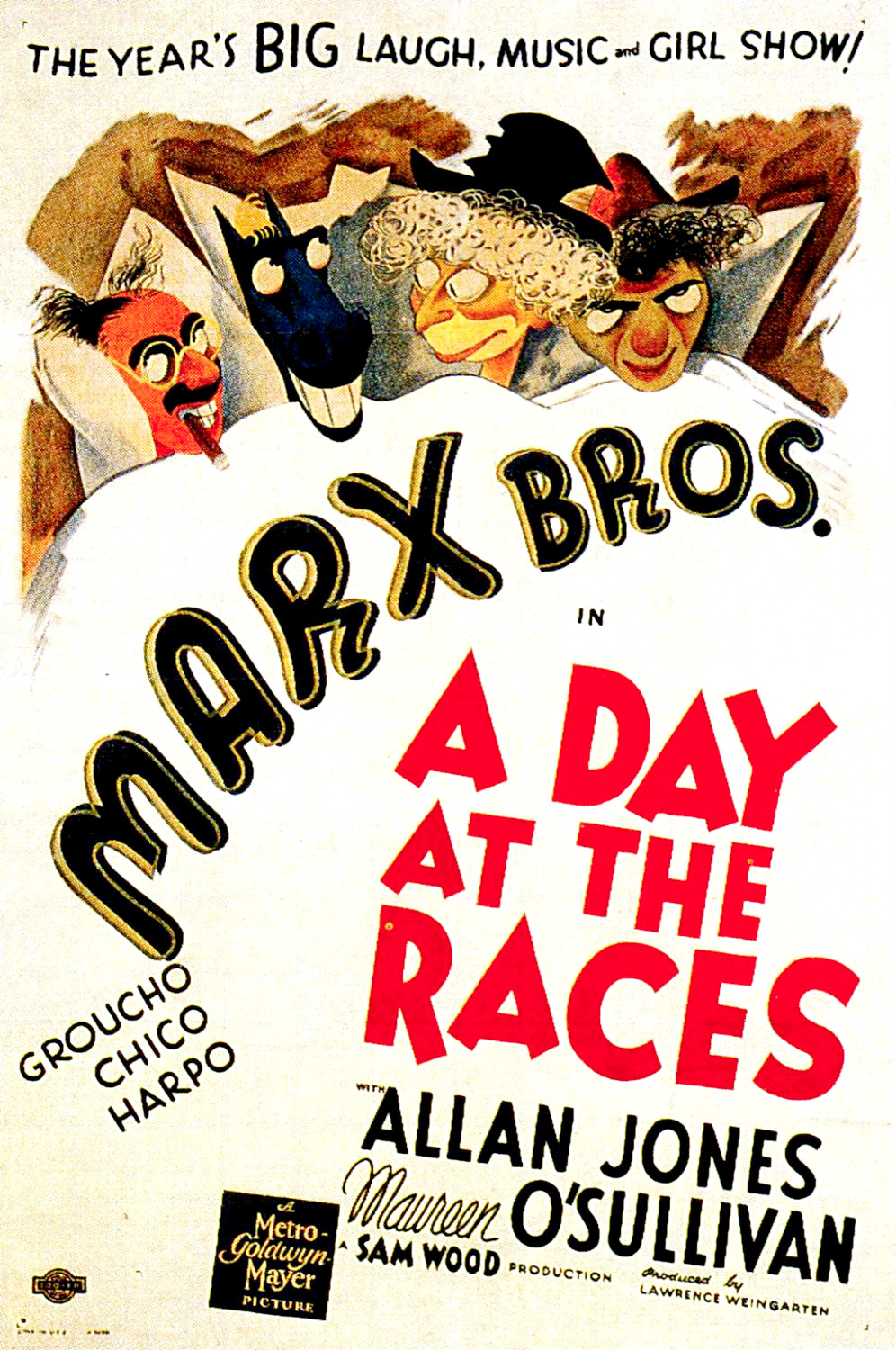
Locandina de Un giorno alle corse (1937)

- Una notte all'opera (A Night at the Opera), regia di Sam Wood (1935)
- Un giorno alle corse (A Day at the Races), regia di Sam Wood (1937)
- Servizio in camera (Room Service), regia di William A. Seiter (1938)
- Tre pazzi a zonzo (At the Circus), regia di Edward Buzzell (1939)
- I cowboys del deserto (Go West), regia di Edward Buzzell (1940)
- Il bazar delle follie (The Big Store), regia di Charles F. Reisner (1941)
- Una notte a Casablanca (A Night in Casablanca), regia di Archie L. Mayo (1946)
- Una notte sui tetti (Love Happy), regia di David Miller (1949)
- Screen Snapshots: The Great Al Jolson, regia di Ralph Staub (1955)

Da solo
- Hollywood on Parade No. 11, regia di Louis Lewyn (1933)[N 2]
- Screen Snapshots Series 16, No. 3, regia di Ralph Staub (1936)[N 3]
- Yours for the Asking, regia di Alexander Hall (1936)[N 4]
- Sunday Night at the Trocadero, regia di George Sidney (1937)[N 3]
- Copacabana, regia di Alfred E. Green (1947)
- Assedio d'amore (Mr. Music), regia di Richard Haydn (1950)[N 4]
- Questi dannati quattrini (Double Dynamite), regia di Irving Cummings (1951)
- Una ragazza in ogni porto (A Girl in Every Port), regia di Chester Erskine (1952)
- Screen Snapshots: Playtime in Hollywood, regia di Ralph Staub (1956)[N 3]
- L'inferno ci accusa (The Story of Mankind), regia di Irwin Allen (1957)[N 4]
- La bionda esplosiva (Will Success Spoil Rock Hunter?), regia di Frank Tashlin (1957)
- Skidoo, regia di Otto Preminger (1968)

#### Sceneggiatore
- Il re e la ballerina (The King and the Chorus Girl), regia di Mervyn LeRoy (1937)[N 5]

#### Doppiatore
- Showdown at Ulcer Gulch, regia di Shamus Culhane (1956)[N 6]

### Televisione

#### Attore
Con i fratelli Marx senza Zeppo
- General Electric Theater - serie TV, episodio 7x23 (1959)

Da solo
- The Bell Telephone Hour - serie TV, The Mikado (1960)
- General Electric Theater - serie TV, episodio 10x16 (1962)
- Polvere di stelle (Bob Hope Presents the Chrysler Theatre) - serie TV, episodio 1x16 (1962)
- Strega per amore (I Dream of Jeannie) - serie TV, episodio 2x17 (1967)[262]
- Giulia (Julia) - serie TV, episodio 1x11 (1968)

#### Presentatore
- You Bet Your Life - Quiz show (1950-1961)

## Opere
- Groucho Marx, Letti [Beds], a cura di Luca Rocca, Torino, Lindau, 31 agosto 2017  [1930], ISBN 978-88-6708-751-8.
- (EN) Groucho Marx e Otto Soglow, Many Happy Returns!: An Unofficial Guide To Your Income Tax Problems, Simon and Schuster, 1942.
- Groucho Marx, Groucho e io [Groucho and Me], 2ª ed., Milano, Adelphi, 1997  [1959], ISBN 978-88-459-1340-2.
- Groucho Marx, Le lettere di Groucho Marx, a cura di Davide Tortorella, 3ª ed., Milano, Adelphi, 1997  [1967], ISBN 88-459-1301-5.
- Groucho Marx, Se mi sposi non guarderò mai più un altro cavallo, traduzione di Marco Spagnoli, 2ª ed., Viterbo, Nuovi equilibri, 1998, ISBN 88-7226-412-X.

## Doppiatori italiani
La comicità di Groucho Marx, basata sulla veloce parlantina e sul ricorso serrato ai giochi di parole e agli equivoci grammaticali, ha sempre presentato difficoltà di traduzione al momento del doppiaggio.
- Stefano Sibaldi in Una notte all'opera, Un giorno alle corse[263], Tre pazzi a zonzo, I cowboys del deserto, Il bazar delle follie, Una notte a Casablanca, Copacabana, Una notte sui tetti[263][264];
- Giorgio Lopez in Le noci di cocco, Animal Crackers, Monkey Business - Quattro folli in alto mare, Un giorno alle corse (ridoppiaggio del 1990)[263], Servizio in camera, Tre pazzi a zonzo (ridoppiaggio del 1990), I cowboys del deserto (ridoppiaggio del 1990), Una ragazza in ogni porto[265];
- Carlo Romano in Assedio d'amore, Questi dannati quattrini[266];
- Luigi Pavese ne L'inferno ci accusa[267], La bionda esplosiva;
- Elio Pandolfi in I fratelli Marx al college, Una notte all'opera (ridoppiaggio del 1990)[268];
- Oreste Lionello ne La guerra lampo dei Fratelli Marx[263], Una notte a Casablanca (primo ridoppiaggio del 1970)[269];
- Gerolamo Alchieri ne Il bazar delle follie (ridoppiaggio televisivo[270]), Una notte a Casablanca (secondo ridoppiaggio del 2004)[271].

## Riconoscimenti
- Premio Oscar
  - 1974 – Oscar onorario[6][224]
- Hollywood Walk of Fame[272]
  - 1960 – Televisione, 1734 Vine Street
  - 1960 – Radio, 6821 Hollywood Blvd.

- Online Film & Television Association
  - 2018 – Film Hall of Fame – Attori[N 7][273]
- Premio Emmy
  - 1951 – Miglior personaggio televisivo del 1950[165][274]
  - 1952 – Candidatura migliore show o serie comica (You Bet Your Life)[275]